# Marx-Semler-Stolln

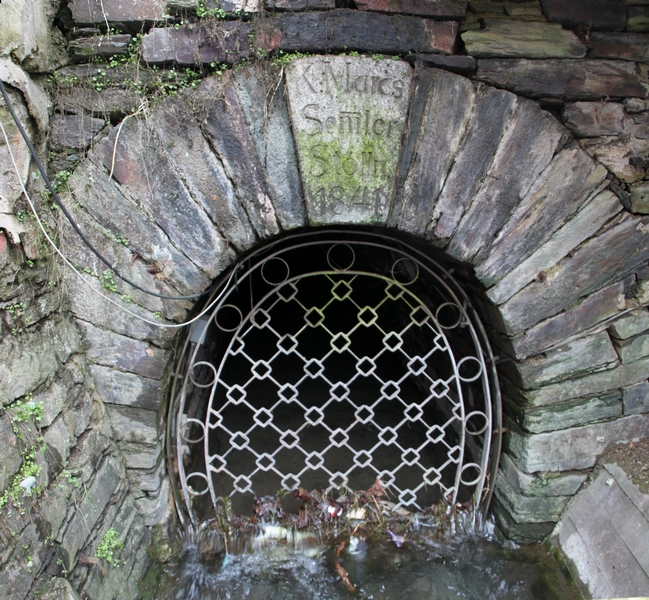
Das Mundloch des Marx-Semler-Stollns

Der Marx-Semler-Stolln, auch Markus-Semmler-Stolln, ist das am längsten ununterbrochen in Betrieb stehende Grubengebäude Deutschlands. Mit einer Gesamtlänge von über 220 km ist er gleichzeitig das größte Stollnsystem Deutschlands. Sein Mundloch befindet sich bei 323,3 m ü. NN an der Zwickauer Mulde in Niederschlema im sächsischen Erzgebirgskreis.
Er wurde im 15. Jahrhundert zur Entwässerung der Oberschlemaer und Schneeberger Bergwerke angelegt und lag seither nie im Bergfreien. In Anlehnung an den Namenspatron des Lehensträgers, Marcus Semler, wurde der Stolln 1503 St.-Marcus-Stolln genannt. Der Name wandelte sich in den folgenden Jahrzehnten; ab 1590 ist der Name Marx-Semler-Stolln verbürgt. Seit 1946 ist seine Sohle als Nullsohle der Bezugspunkt für den Bergbau der Wismut AG/SDAG Wismut in den Revieren Schneeberg, Oberschlema und Niederschlema-Alberoda.
Der Markus-Semmler-Stolln ist Bestandteil der Montanregion Erzgebirge/Krušnohoří, welche seit 2019 zum UNESCO-Welterbe gehört.

## Geschichte

### 1480 bis 1520
Mit dem allmählichen Niedergang des Silberbergbaues in Schneeberg im Verlaufe des ausgehenden 15. Jahrhunderts war der König David Stehenden (Oberschlemaer Kupfergang) mit seiner Erstreckung von über 1000 m, einer Mächtigkeit zwischen einem und vier Metern und einem Silbergehalt von durchschnittlich 1 Prozent von entscheidender Bedeutung für den Bergbau in der Region. Die auf diesem Gang bauenden Gruben König David, Obere Nicol Schmidt, Unterer Nicol Schmidt, Pfeffer, St. Georg, St. Erasmus, St. Pankratius, St. Barbara, Görners Lehen und Fundgrube standen vor dem Problem, die Wasserlösung der tiefen Baue zu gewährleisten. Schon 1481 entstand die Idee eines tiefen Stollns an der Zwickauer Mulde. Nach einem Befehl des Kurfürsten wurden die Gewerken der Kupfergruben St. Marcus und Pfeffer mit dem Recht auf einen Erbstolln an der Mulde in der Grube Silberwaage, an der 1480 auch Kurfürst Ernst und Herzog Albrecht von Sachsen vier Kuxe besaßen, belehnt, der im Jahr 1484 begonnen wurde. Die Grube Silberwaage wurde 1446 das erste Mal erwähnt. Über den Fortgang der Arbeiten ist nichts bekannt. 1491 wird erstmals ein weiter oben im Schlemaer Tal liegender Kupferstolln erwähnt, dessen genaue Lage und Verlauf unbekannt sind. Der Kupferstolln muss die oben genannten Gruben zwischen 1499 und 1500 erreicht haben, konnte aber die Wasserprobleme der immer weiter in die Tiefe vordringenden Abbaue nicht lösen. Abhilfe sollte weiterhin ein tiefer Stolln schaffen.
Der aus Nürnberg stammende Marcus Semler war mit 62 Kuxen einer der Hauptgewerken dieser Gruben. Gemeinsam mit seinem Bruder Matthias erbte er im Jahr 1501 von Martin Semler eine Saigerhütte in Schleusingen. Zusätzlich war er gemeinsam mit dem ebenfalls aus Nürnberg stammenden Ullrich Erckel dem Älteren Anteilseigner einer Nürnberger Handelsgesellschaft, deren Geschäftsfeld vom Silber- und Kupferhandel bis hin zur Erzeugung und dem Vertrieb von Messingprodukten reichte. Er hatte deshalb ein vorrangiges Interesse an diesem Stolln.
Im Herbst des Jahres 1502 gründete Marcus Semler eine Gewerkschaft zur Mutung eines Erbstollns. Am 26. Januar 1503 wurde der Erbstolln an der Mulde in der Grube Silberwaage verliehen und als „St. Marcus Stolln“ im Schneeberger Verlagsbuch eingetragen. Es wurden 128 Kuxe vergewerkt. Außer Marcus Semler und Andreas Matstedt, der ebenfalls Kuxe erwarb, sind die anderen Gewerken unbekannt. Entgegen den sonst üblichen Gepflogenheiten wurde er ohne landesherrliche Unterstützung gebaut. Das Ziel der Gewerken bestand zu diesem Zeitpunkt einzig und allein in der Wasserlösung der auf dem König-David-Stehenden und seinen Nebentrümern bauenden Kupfergruben.
Der Ansatzpunkt des Stollns liegt an der Zwickauer Mulde in Niederschlema, nahe dem heutigen Bahnhof bei 323,3 m ü. NN. Die Entfernung vom Mundloch bis zur Grube König David beträgt 3520 m. Man kann davon ausgehen, dass die Auffahrung des 1484 begonnenen Stollns ab 1503 unter neuem Namen als St.-Marcus-Stolln weitergeführt wurde. Der St.-Marcus-Stolln hat bis zur Grube König David 16 Lichtlöcher und wurde wahrscheinlich im Gegenortbetrieb aufgefahren. Ein Beweis für den Gegenortbetrieb konnte bisher nicht erbracht werden, obwohl die Anzahl der Lichtlöcher dafür spricht. Während des Vortriebs waren ungefähr 80 bis 100 Bergleute beschäftigt. Der Stolln verläuft bis zum 15. Lichtloch in dem nur leicht ansteigenden Schlematal. So hat das Lichtloch 13 bei 1650 m Entfernung von der Mulde gerade einmal eine Teufe von 29,21 m auf die Stollnsohle. Nach 2859 m kommt er am Lichtloch 15 bei 333,3 m ü. NN in einer Teufe von 45,13 m ein. Sein durchschnittliches Ansteigen auf dieser Strecke beträgt damit 0,35 Prozent. Beim Erreichen der Grube König David bringt der Stolln eine Teufe von 80 m ein.
Der Stolln wurde über weite Strecken im Hauptstollngang, einem erzleeren Morgengang, aufgefahren.
Der Durchschlages in den König-David-Stehenden erfolgte wahrscheinlich 1520. Im Quartal Luciae wurden erstmals 200 Gulden an Neunten durch die ersten vom Wasser gelösten Gruben an die Stollngewerken gezahlt. 
Marcus Semler erlebte den Durchschlag nicht mehr. Er wurde 1511 von Balthasar von Mylaw getötet. Im September 1511 wurde der Graf von Henneberg über den Totschlag an Marx Semler unterrichtet. Balthasar von Mylaw rechtfertigte seine Tat und erklärte seine Bereitschaft, in Schleiz vor den Herren Reuß zu Recht zu stehen.
Die Kuxe des Marx Semler gingen – neben anderen Erben – auch an seinen Bruder Matthias Semler, der damit die Geschäfte übernahm. Im Jahr 1513 kam es zur Auflösung der Handelsgesellschaft mit den Erckels. Hintergrund ist der Erbstreit um eine Messinghütte in Neubrunn, an der die Semlers beteiligt waren. Der Wert der Hütte betrug 19.785 Gulden. In der Folge erhielten die Brüder Wolf Erckel und Ullrich Erckel der Jüngere alle Kuxe der Semlers am Bergbau in Schneeberg, Annaberg und andernorts und überließen ihnen im Gegenzug alle Rechte an der Messinghütte.
Am 17. Mai 1511 kam es durch außergewöhnlich starke Niederschläge zu einer Sturzflut, die nicht nur die Gruben im Schneeberger Revier, sondern mit Sicherheit auch den Marx-Semler-Stolln verwüstete. Die sofort aufgenommenen Aufräumungsarbeiten im Stolln konnten wahrscheinlich erst 1512 abgeschlossen werden.
Über den Zeitraum zwischen 1513 und 1520 ist nichts bekannt.
Bis 1520 wurden 25.000 Taler in den Stollnbau investiert. Der Nutzen für die angeschlossenen Kupfergruben war aber gering, da der zeitweise sehr intensive Abbau wegen Vertaubung des Ganges in der Tiefe auf einigen Gruben eingestellt werden musste, ehe der Stolln sie erreichte.

### 1520 bis 1573
Durch Überproduktion, ausländische Konkurrenz und Erschöpfung des König David Stehenden schwand auch das Interesse der Gewerken an den Kupfergruben. Im Jahr 1526 war von den alten Gewerken nur noch die Familie Erckel geblieben. Dies hatte auch Auswirkungen auf den Marx-Semler-Stolln. Neue Gewerken mit anderen Interessen übernahmen die hier frei werdenden Kuxe. Darunter waren die Gewerken der Grube Rappoldt samt Heiligkreuz und Greif, die Gewerken der Grube St. Georg und die des Fürstenstollns. Unter den Gewerken des Marx-Semler-Stollns befinden sich seit 1535 auch die Herrscherhäuser des ernestinischen und des albertinischen Sachsens. Seit 1556 gehörte auch Barbara Uthmann aus Annaberg zu den Gewerken. Sie besaß zudem Kuxe der Rappoldt-Fundgrube und war alleinige Eigentümerin der Kupfergruben St. Christoph und König David. Im Jahr 1566 wurden wegen Nichtbezahlung der Zubuße über zwei Jahre hinweg, die letzten neun Kuxe der Nachkommen der „Stollnaufnehmer“ Sigmundt von Witzleben, Wilhelm Semler, Johann Zwusters und Stephan Koppen neu vergeben. Damit waren letztmals alle Kuxe ohne Intervention des Kurfürsten vergeben.
Das Hauptstollnort wurde ab 1521 von der Grube König David aus 571 m zur Grube Kaiser Heinrich vorangetrieben. Nach weiteren 220 m erreichte der Stolln das Grubengebäude der Rätezeche. Der Stolln wurde weitere 600 m über die Ritterzeche, die 1532 erreicht wurde, und über die Grube Arme Witwe zur Zeche St.Georg getrieben. Der Durchschlag mit dem Gegenort von St. Georg erfolgte 1534.
Hier sollten mit Hilfe des Marx-Semler-Stollns die Auswirkungen des Bruches von 1516, der zur Bildung der „Großen Wand“ an der Stelle des legendären Silberfundes von 1477 geführt hatte, untersucht werden, da man sich in der Tiefe noch reiche Silbererze erhoffte.
Offensichtlich waren die Auswirkungen auf dem Niveau des Marx-Semler-Stollns so groß, dass der Stolln der Grube St. Georg keinen weiteren Nutzen brachte. Zur gleichen Zeit wurde ein Stollnflügel von der Grube Kaiser Heinrich aus weitere 152 m zur Grube Morgenstern und dann weiter Richtung Gleesberg zur Grube Glücksrad getrieben. Von St. Georg aus wurde das Hauptstollnort des Marx-Semler-Stollns weiter betrieben und erreichte nach 175 m im Jahr 1536 die Fundgrube Sperling.
Nach dem großen Silberfund des Tiefen Fürstenstollnortes auf dem Fürstenvertrag Flachen im Jahr 1533 bestand seitens der Gewerken des Fürstenstollns ein starkes Interesse an einer tiefen Wasserlösung der Fürstenvertrag-Fundgrube durch den Marx-Semler-Stolln. So wurde neben dem Hauptort der Stolln auch mit einem Flügelort von der Sperling-Fundgrube aus über die Sittigfundgrube vorangetrieben und nach 500 m im Jahr 1543 im Fürstenvertrag Flachen durchschlägig. Nach weiteren 310 m wird die Fürstenvertrag-Fundgrube erreicht. Das Hauptstollnort wurde teilweise im Gegenortbetrieb bis zur Grube Weißer Hirsch, die er 1539 nach 388 m erreichte, aufgefahren. Hier kommt er bei 351 m ü. NN 38,1 m unter dem Tiefen Fürstenstolln ein.
Nachdem der Marx-Semler-Stolln im Jahr 1540 nach 266 m mit der Katharina-Neufang-Fundgrube durchschlägig wird, erreicht er 1545 nach weiteren 385 m die Grube Landeskrone. Nach dem Erreichen der Grube Landeskrone erlosch das Interesse der Gewerken des Marx-Semler-Stollns an einem weiteren Vortrieb zusehends. Sie verstuften Stollnörter an interessierte Gewerkschaften (z. B. St. Andreas). Erst im Jahr 1554 wurde von der Grube Landeskrone aus nach 411 m die Grube Rappoldt erreicht. Danach überließ man den Weiterbetrieb des Stollns den Gewerken der Fundgrube St. Andreas. Diese erreichten nach 380 m im Jahr 1563 die St.-Andreas-Fundgrube. Im weiteren Verlauf trieb man den Stolln weitere 330 m zur Fundgrube Leviten. Für die im Hohen Gebirge bauenden Gruben war zu diesem Zeitpunkt die Wasserlösung durch den Fürstenstolln und den Name-Jesus-Stolln völlig ausreichend, so dass von dieser Seite aus kein Interesse an einer Anbindung an den Marx-Semler-Stolln bestand. Mit dem an der Grube Landeskrone um 7 m verstuften Rosenkränzer Stolln fuhr man einen Flügelort in Richtung West auf und erreichte dort nach 380 m die Fundgrube Drei Lilien.
Im selben Zeitraum wurde noch ein Stollnflügel zwischen dem 16. Lichtloch und der Grube König David aufgefahren. Dieser erreichte 1566 nach 240 m die St.-Christoph-Fundgrube. Im Quartal Luciae (14. September bis 13. Dezember) des Jahres 1548 kam es zum ersten Mal zur Ausbeutezahlung an die Gewerken des Marx-Semler-Stollns. Bis 1562 wurde in weiteren neun Quartalen Ausbeute gezahlt.
Der Stolln hatte um 1560 – zusammen mit seinen Nebenflügeln – bereits eine Länge von etwa 7500 m erreicht. Da der Stolln über den größten Teil seiner Länge in Erzgängen aufgefahren wurde, bestand hier ständig die Gefahr eines Verbruches. Aus diesem Grund standen 4000 m der Auffahrung in Holzausbau. Aufgrund des schnellen Verfalls des Holzes unter Tage war man ständig und unter erheblichem finanziellem Aufwand damit beschäftigt, morsche Hölzer auszutauschen. Abhilfe sah man hier in der Ausmauerung weiter Bereiche des Stollns. Zwischen 1560 und 1569 stellte Kurfürst August für die Ausmauerung jährlich 50 Gulden zur Verfügung. In dieser Zeit wurden zwischen dem Mundloch und dem 13. Lichtloch der Stolln auf 334 m und die Lichtlöcher 1 und 6 trocken ausgemauert.
Durch die Verarmung der Erzgänge mit zunehmender Tiefe wurde der Silberbergbau im Schneeberger Revier immer unrentabler. Das führte zur Aufgabe vieler Gruben und damit zu wirtschaftlichen Schwierigkeiten der Gewerken des Marx-Semler-Stollns. Im Jahr 1569 befanden sich deshalb schon 58,5 Kuxe im Freien. Auch der auflebende Kobaltabbau brachte dem Stolln keinen Nutzen, da er in Gruben umging, die vom Marx-Semler-Stolln nicht entwässert wurden. Die Stadt Schneeberg bat deshalb Kurfürst August, die Kuxe „zu verteilen“. Den Niedergang des Schneeberger Silberbergbaues dokumentiert auch 1570 die Vereinigung der 1483 gegründeten Münzstätte Schneeberg mit der Münzstätte Dresden. Eine erneute Sturzflut, ausgelöst durch starke Regenfälle im August 1573, beschädigte den Marx-Semler-Stolln schwer. Trotz sofortiger staatlicher Hilfe sagten daraufhin ein Großteil der Gewerken ihre Kuxe los. Zu dieser Zeit hatte der Stolln eine Ausdehnung von 8450 m erreicht.

### 1573 bis 1645
Um die ins Freie gefallenen Kuxe unterzubringen, griff erneut der Kurfürst August ein und übertrug sie in den nächsten Jahren wohlhabenden und ihm ergebenen Zeitgenossen, wie dem Feldherrn und Beamten Wolf von Schönberg. Er selber war Besitzer von 16 Kuxen. Der Stolln war durch die Flut auf seiner gesamten Länge verschlämmt und teilweise verbrochen. Der Vortrieb und die Ausmauerung wurden komplett eingestellt. Die Aufwältigung des Stollns wurde vom Mundloch her in Angriff genommen. Erst im Jahr 1590 war der Marx-Semler-Stolln wieder bis zur Grube Kaiser Heinrich aufgewältigt. Von dort aus entschied man sich, nicht den Hauptstollnflügel über die Ritterzeche, sondern den Stollnflügel über die Morgensternfundgrube aufzuwältigen und den Stolln im Quergestein in Richtung Grube St. Georg weiterzutreiben. Man hatte die Hoffnung, im Bereich der „Großen Wand“ erneut auf reiche Silbererze zu stoßen. Zu diesem Zeitpunkt waren nur noch 19,5 Kuxe verbaut, davon 16 durch Kurfürst Christian I. Bis 1596 übernahm Kurfürst Christian II. weitere 20 Kuxe. Bis zur völligen Übernahme des Marx-Semler-Stollns blieb es dabei.
Der Durchschlag in den oberen Teil des Stollns erfolgte am 13. Oktober 1602. Durch den Druck des dahinterstehenden Wassers kam es nach dem Durchschlag zum Verkeilen eines Gesteinsblockes, der den Wasserabfluss behinderte. Trotz des Verbotes beseitigten die Bergleute Tobias Donat und Matthes Hopp am 14. Oktober den Gesteinsbrocken. Die durchbrechenden Wassermassen töteten die beiden Bergleute, zerstörten das Tragwerk und verschlämmten den Stolln bis zum Morgensternschacht. Erst Mitte 1603 waren alle Schäden des Durchbruches beseitigt und die Gruben St. Georg, Arme Witwe und Ritterzeche wieder durch den Marx-Semler-Stolln entwässert.
Durch den unaufhaltsamen Niedergang des Schneeberger Silberbergbaues kam auch der Marx-Semler-Stolln in Bedrängnis. Um die finanzielle Lage zu verbessern, befahl Kurfürst Christian II. in einem Erlass vom 25. Juni 1604, dass zukünftig vom Farbkobalt und Wismut das Stollnneuntel zu zahlen sei.
1605 wurden die Stollnflügel zur Fundgrube Drei Lilien und zur Fundgrube Leviten gewältigt.
Alle Versuche, die freien Kuxe zu vergewerken, schlugen aufgrund der sich immer mehr verschlechternden Wirtschaftslage fehl. Ein weiterer und notwendiger Aufschluss des Schneeberger Erzfeldes konnte wegen des Ausbleibens kapitalkräftiger Gewerke nicht erfolgen. Hintergrund des Kapitalmangels ist das Fehlen einer ausreichenden Menge Münzsilber, um den Geldfluss aufrechtzuerhalten. Das führte zur Zeit der Kipper und Wipper mit ihrem Höhepunkt im Jahre 1623. Nach heutigen Maßstäben würde man von einer Hyperinflation sprechen. Die vollständige Übernahme der freien Kuxe und somit des Marx-Semler-Stollns durch den inzwischen regierenden Kurfürsten Johann Georg I. fand zwischen 1612 und 1613 statt.
Der 1618 begonnene Dreißigjährige Krieg hatte – trotz der Neutralität Sachsens – negative Auswirkungen auf die Wirtschaft. Die Schulden des Marx-Semler-Stollns stiegen bis 1623 auf 1014 Gulden. Zeitweise mussten die Schichtmeister des Stollns private Gelder vorstrecken, um den Weiterbetrieb des Stollns aufrechtzuerhalten. Die Einnahmen des Stollns sanken gegen Null, da die betroffenen Gruben nicht in der Lage waren, den geforderten Stollnneunten aufzubringen.
Im Jahr 1631 trat Sachsen in den Dreißigjährigen Krieg ein. In dessen Folge verwüsteten die schwedischen Truppen unter General Holck im August 1632 und 1633 Schneeberg und markierten damit den wirtschaftlichen Tiefpunkt. Die Kobaltproduktion war auf 15 Prozent des Standes von 1622 gesunken, und eine Silberproduktion fand nicht mehr statt. Wegen des akuten Geldmangels des Kurfürsten wurde 1633 die Unterhaltung des Marx-Semler-Stollns, bis auf gelegentliche Belegungen, zu Gunsten des Königlichen Fürstenstollns eingestellt. Im Verlauf der nächsten Jahre wurde die Wasserführung des Marx-Semler-Stollns durch Verschlämmung nach extremen Niederschlagsmengen in den Jahren 1640 und 1645 stark beeinträchtigt. Als Folge der nicht mehr durchgeführten Unterhaltung des Stollns kam es zu einigen schweren Brüchen, so 1637 im Bereich des Roten Kammes, 1638 bei etwa 1600 m Entfernung vom Mundloch oberhalb vom 13. Lichtloch und 1640 bei etwa 870 m vom Mundloch am Lichtloch 9. Damit war der Stolln nicht mehr funktionstüchtig, und die Wässer gingen bis zur Tiefen Fürstenstollnsohle auf.

### 1645 bis 1720
Im Jahr 1645 wurde erneut damit begonnen, den Stolln vom Mundloch her aufzuwältigen. Im Januar 1648 konnte der Verbruch am Lichtloch 9 gewältigt werden. Im April desselben Jahres fiel bei 1062 m Entfernung vom Mundloch zwischen Lichtloch 13 und Lichtloch 14 ein weiterer Bruch. 1649/50 wurde auch dieser Bruch und im Oktober 1650 der Bruch, der sich bei etwa 1600 m Entfernung vom Mundloch befand, überwunden. Erst Ende August 1660 gelang die Aufwältigung und Umfahrung mehrerer Brüche im Bereich des Roten Kammes. Ein weiterer Bruch im Bereich der Grube König David wurde in der Folgezeit beseitigt. Damit war die Wasserableitung im Stolln wiederhergestellt, und man konnte erste Einnahmen verbuchen.
Um schneller zu den weiteren Gruben vorzudringen, fordert 1661 das Berggemach in Dresden, statt der sieben Arbeiter und zwei Steiger weitere Leute anzulegen und, wenn möglich, in drei Schichten zu arbeiten. Das dazu nötige Geld wurde vom Berggemach bereitgestellt. Der Stolln erzielte Einnahmen aus dem Stollnneuntel, auch wenn Kurfürst Johann Georg II. immer noch zwei Drittel der Ausgaben tragen musste. Unter diesen Voraussetzungen ging die Aufwältigung zügig voran, auch wenn nicht, wie gefordert, in drei Schichten gearbeitet wurde.
Der Kobaltbergbau in Schneeberg brachte wieder steigende Ausbeute, aber noch immer waren die ertragreichen Kobaltgruben im Bereich Neustädtel nicht an den Marx-Semler-Stolln angebunden. Durch die seit 1610 immer wieder erneuerten Kobaltkontrakte wurden die Preise und Abnahmemengen durch die Blaufarbenwerke reguliert. Das brachte dem Kobaltbergbau zusätzliche Sicherheit. Der Silberbergbau spielte zu dieser Zeit keine Rolle mehr.
Im Jahr 1662 wurde die Grube Katharina Neufang erreicht. Diese entwickelte sich in der Folge zur ertragreichsten Kobaltgrube in Schneeberg. Damit verhalf sie dem Marx-Semler-Stolln zu weiter steigenden Einnahmen.
1663 kam es zu einem schweren Bruch der Grundsohle in der Grube König David. Der Bruch reichte bis zur Tagesoberfläche und verschüttete den Stolln vollständig. Die nötige Aufwältigung des Bruches dauerte zwei Monate. Nach der Aufwältigung bestand die Hauptarbeit im Schlämmen der Stollnsohle und der Instandhaltung des Holzausbaues.
Ab 1664 wurde mit der Aufwältigung des Katharina-Neufang-Stollnflügels in Richtung der Weishäuptel-Fundgrube begonnen. Am 23. Juni 1668 erreichte man den Elisabethschacht der Weishäuptel-Fundgrube.
Da keine Neuauffahrungen getätigt wurden und auch die weitere Aufwältigung alter Grubenbaue in der Folgezeit unterblieb, begannen die Einnahmen des Marx-Semler-Stollns ab 1670 wieder zu sinken. Die Belegschaft wurde daraufhin ab 1672 auf drei bis vier Mann reduziert.
Infolge einer Überschwemmung im Jahr 1683 kam es zu einem Bruch zwischen dem 12. und 13. Lichtloch. Daraufhin wurde die Belegschaft wieder auf acht Mann erhöht, um den Bruch zu beseitigen.
Erst Mitte des Jahres 1691 nahm man mit einer Belegschaft von einem Steiger und acht Arbeitern die Aufwältigung des verschütteten Hauptstollns oberhalb der Fundgrube Katharina Neufang wieder auf. Der Hauptstolln war dort schon 1573 verbrochen.
Nach der Aufwältigung des Stollns im Bereich der Grube Landeskrone setzte man die Arbeiten Richtung Rappoldt-Fundgrube fort. Eine Überschwemmung im Juni 1694 setzte diesen Arbeiten vorübergehend ein Ende, und der Stolln wurde zwischen dem Mundloch und dem 12. Lichtloch erneut verschlämmt. Die sofort aufgenommenen Aufwältigungsarbeiten konnten erst Mitte 1695 abgeschlossen werden. Anschließend wurden auch die Arbeiten in Richtung Rappoldt-Fundgrube wieder aufgenommen. Im Juni 1698 erfolgte der Durchschlag in das Grubengebäude. Die Aufwältigungsarbeiten im Grubengebäude der Fundgrube Rappoldt zogen sich bis 1700 hin, wo im Juni mit einer Belegschaft von 24 Arbeitern das Stollnort erreicht wurde. An diesem Punkt wurde fast 140 Jahre zuvor der Vortrieb des Stollns eingestellt.
Nach der Vollendung der Aufwältigung wurde auf Druck des Oberbergamtes in Freiberg, das ab 1704 durch Beratung und Kontrolle in die Geschäfte des Stollns eingriff, der weitere Stollnvortrieb vorbereitet. Dies sollte der Beschaffung weiterer Einnahmen dienen. Nach der Genehmigung und Bereitstellung weiterer Zuschüsse wurden die Arbeiten für den weiteren Stollnvortrieb in Angriff genommen und wurde 1704, nach der Aufwältigung des St.-Andreas-Flügels, die Grube St. Andreas erreicht.
Bei dem am 23. Mai 1702 erfolgten Auswechseln eines Hilfsjoches am 15. Lichtloch kam es zu dessen Einsturz. Dabei wurden die Arbeiter Enoch Voigt und Christian Bergmann verschüttet. Sie konnten eine Woche später nur noch tot geborgen werden.
Das seit 1700 in Vortrieb befindliche Hauptstollnort kam auf Grund des festen Gesteins nur sehr langsam voran. Erst durch einen Gegenortbetrieb von der aufgewältigten Blauderer-Fundgrube gelang im Jahr 1707 nach einer Gesamtlänge von 210 m der Durchschlag. Nach weiteren 420 m erreichte man im September 1711 die Grube Jung Sebastian und im Mai 1712 nach weiteren 110 m die Grube Unruhe. Der Marx-Semler-Stolln wurde weitere 100 m vorangetrieben und kam im Mai 1713 in einer Teufe von 190 m und damit 56,46 m unter dem Tiefen Fürstenstolln in das Grubengebäude vom Schindler ein.
1715 kam es am 15. Lichtloch erneut zu einem Unfall mit zwei Toten. Das Lichtloch wurde daraufhin abgeworfen, verwahrt und mit dem Lichtloch 15a ein neues Lichtloch geteuft. Zwischen 1717 und 1724 wältigte man von der Sperling-Fundgrube über die Sittigfundgrube den Fürstenvertrag-Stollnflügel auf einer Gesamtlänge von 1508 m auf.
Ab 1713 begann der Vortrieb des Schimmelsberger Flügels von der Rappoldt-Fundgrube aus. Ziel waren die Kobaltgruben Gesellschaft, Sauschwart und Michael Maaßen. Im selben Jahr erreichte auch die Aufwältigung vom Elisabethschacht aus die Fundgrube Bergkappe.
Mit dem Anschluss weiterer Grubengebäude gelangten immer mehr zusitzende Wässer, aber im steigenden Maße auch die Aufschlagwässer der Kunstgezeuge in den Stolln. Die Aufnahmefähigkeit des Stollns gelangte damit an seine Kapazitätsgrenzen. Vor allem an der Grube St. Georg war der Stolln für die Bergleute durch den geringen Querschnitt über größere Strecken nur kriechend befahrbar. Hier wurde 1715 mit der notwendigen Profilerweiterung begonnen.
Ab 1716 betrieb man die Aufwältigung des Katharina-Neufanger-Flügels in Richtung Münzzeche und Grube Klingelsporn.
Die Aufwältigung und der Anschluss der neuen Gruben zahlten sich aus. Die Einnahmen des Marx-Semler-Stollns stiegen von 1200 Gulden im Jahr 1713 auf 2729 Gulden im Jahr 1717. Allerdings lagen die Ausgaben bei 3800 Gulden und damit über den Einnahmen.

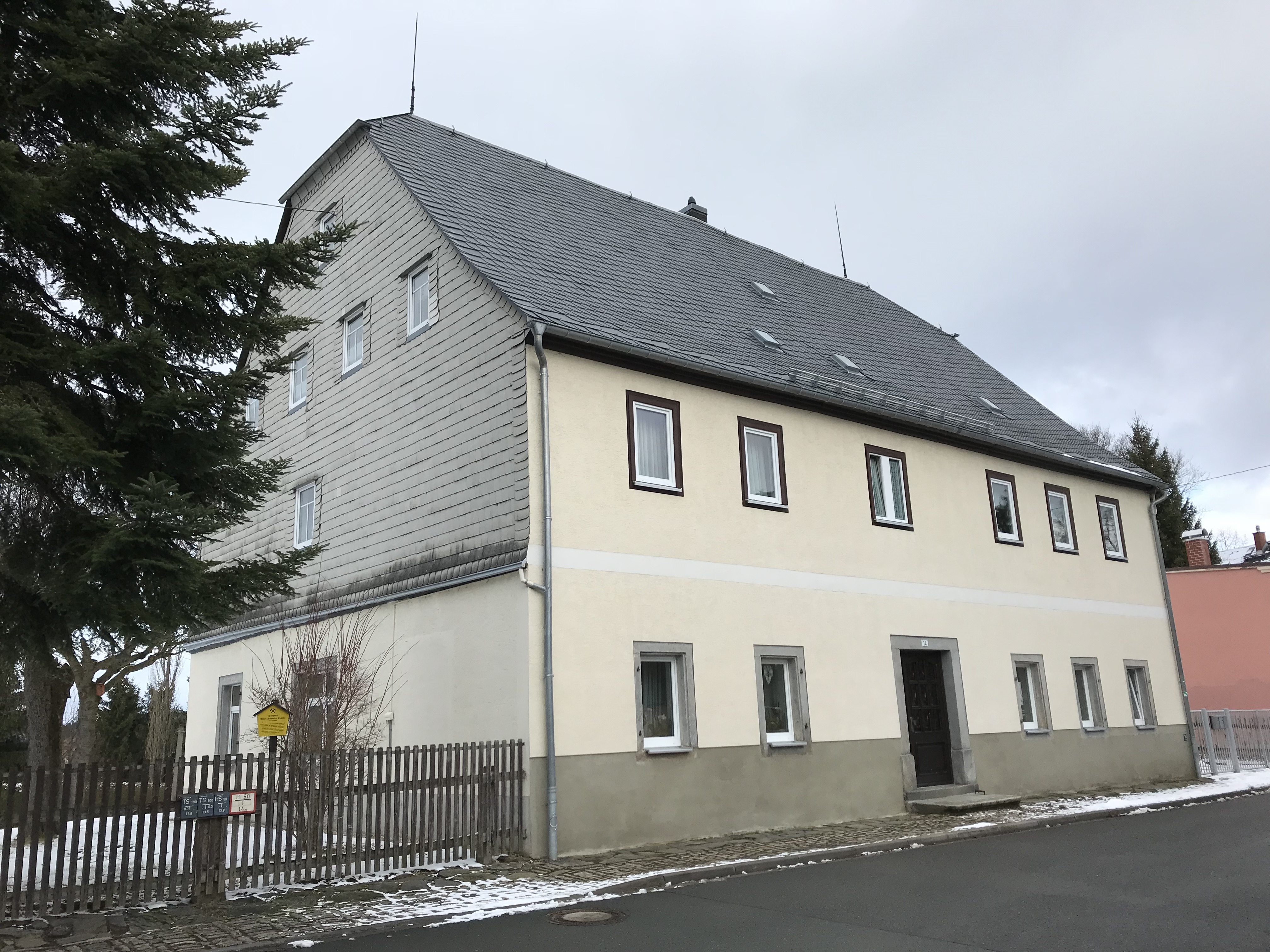
Huthaus des oberen Reviers des Marx-Semler-Stollns an der Kreuzung Filzteichstraße/Schachtstraße in Neustädtel

Nach 150 Jahren Pause begann man auch wieder mit der Ausmauerung des Stollns. So wurde 1718 die 150 m lange Rösche in Mauerung gesetzt und wurden im Jahr 1720 am 1. Lichtloch 24 m der alten Ausmauerung ersetzt.
Den Tod des Obersteigers Christoph Schick am 23. September 1720 und die dadurch notwendige Neubesetzung des Postens nahm man zum Anlass, für den inzwischen sehr weitläufig gewordenen Marx-Semler-Stolln eine Teilung in ein unteres Revier, vom Mundloch bis zur Sperling-Fundgrube, und ein oberes Revier von der Sperling-Fundgrube bis vor Ort des Stollns und der Stollnflügel zu beantragen. Das Oberbergamt stimmte der Teilung im Dezember 1720 zu.

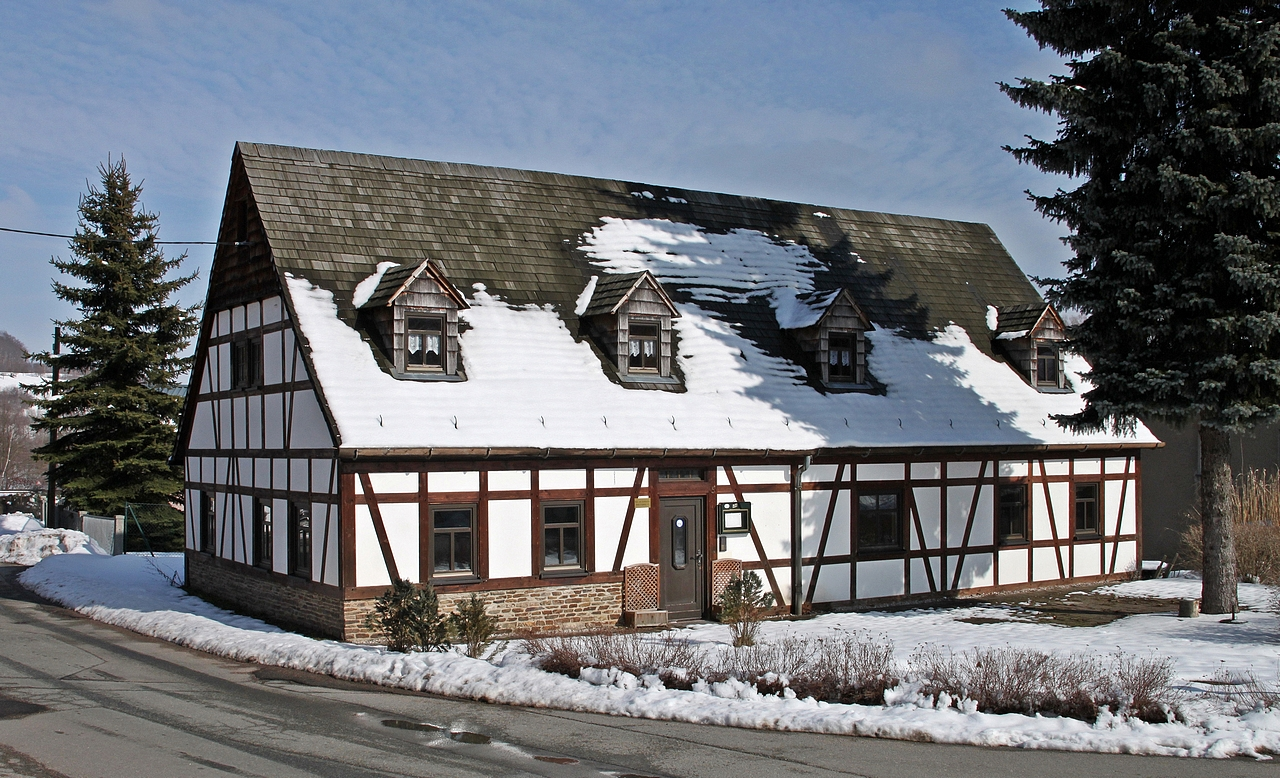
Blick auf das Huthaus des unteren Reviers des Marx-Semler-Stollns am heutigen Zechenplatz in Bad Schlema. Das einstöckige Fachwerkhaus stammt aus dem 18. Jahrhundert und wurde erstmals 1780 in einem Inventarverzeichnis des Stollns genannt.

Das Huthaus des unteren Reviers wurde am Lichtloch 16 am heutigen Zechenplatz 5 erbaut. Als Huthaus des oberen Reviers wurde damals ein Gebäude der Fundgrube Rappoldt in Neustädtel genutzt. Das heutige Huthaus an der Schachtstraße Nr. 14 wurde im Jahr 1809 erbaut.

### 1720 bis 1795

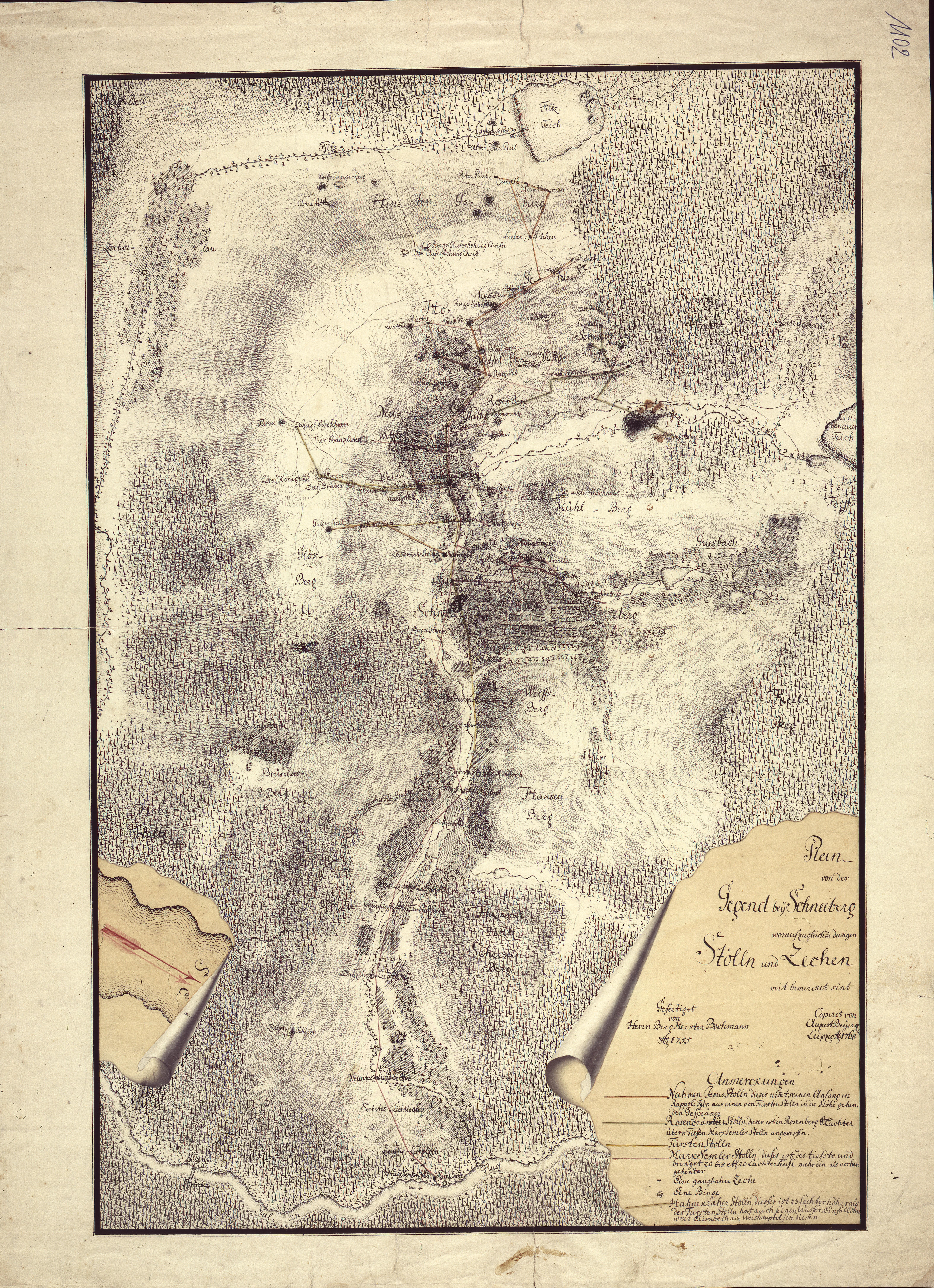
Verlauf

Die gute Entwicklung des Stollns setzte sich auch in den folgenden Jahren fort, und die Zahl der Arbeiter wurde auf 50 bis 60 erhöht. Nach der Weiterführung der Mauerung und der Ausmauerung des Lichtlochs 9 im Jahr 1721 konzentrierte man sich wieder auf den Anschluss weiterer Gruben.
Im Jahr 1727 wurde vom Hauptstolln aus der Bergkappe-Flügel angeschlagen. Hier erreichte man nach 400 m die Fundgrube Bergkappe und konnte damit den wartungsintensiven Flügel vom Elisabethschacht abwerfen. Nach weiteren 150 m wurde im Jahr 1737 auch die Grube Vier Evangelisten erreicht. Ab 1728 wurde der Vortrieb des seit 1713 mit mäßigem Erfolg betriebenen Schimmelsberger Flügels forciert. Hier wollte man den Rosenkränzer Stolln, der die im Hohen Gebirge liegenden profitablen Kobaltgruben entwässert, enterben und somit zusätzliche Einnahmen erzielen. Mit einem Gegenortbetrieb ab 1737 wurde am 23. März 1740 nach 920 m der Durchschlag in die Grube Sonnenwirbel und somit das Hohe Gebirge erreicht.
Die Entwicklung des Stollns zeigte sich von der ab 1730 durch unwirtschaftliche Wasserhaltung und Förderung auf den immer tiefer werdenden Gruben einsetzenden Krise des Kobaltbergbaues unbeeindruckt. Auch der Siebenjährige Krieg hatte nur geringen Einfluss auf den Kobalthandel und somit auf die Kobaltförderung.
Während der Ausbau durch Mauerung im Stolln und an den Lichtlöchern (1734/36 Lichtloch 15, 1738 die Lichtlöcher 13 und 14 und 1741/42 Lichtloch 16) weiterging, wurde auch der Stolln weiter in das Revier vorangetrieben. Von der Grube Sonnenwirbel wurde der Schimmelsberger Flügel weiter aufgefahren und erreichte 1742 nach 225 m die Grube Gesellschaft und nach weiteren 110 m im Jahr 1744 die Grube Michaelis Maaßen. Ein weiterer Seitenflügel, der im vorderen Teil des Schimmelsberger Flügels angeschlagen wurde, erreichte 1748 nach 125 m die Grube Sauschwart.
Durch den Anschluss dieser wichtigen Kobaltgruben verbesserte sich die finanzielle Situation des Stollns entscheidend, so dass er ab 1749 im Freiverbau arbeitete.
Ab 1749 erhöhte man an den Engstellen die Stollnfirste um einen Meter und arbeitete weiter an der Stollnmauerung im unteren Revier. In den Jahren 1753 bis 1754 wurde die Wassersaige im Stolln vom Mundloch bis zum Lichtloch 16 erhöht. Damit verdoppelte sich die mögliche Durchflussmenge im Stolln.
Mit dem Ende des Siebenjährigen Krieges im Jahr 1763 nahm der Blaufarbenabsatz und somit der Kobaltbergbau einen starken Aufschwung. Der Silberbergbau brachte zu dieser Zeit nur noch 3 Prozent der Einnahmen des Reviers.
Im Verlauf einer Revision des Schneeberger Reviers durch den Bergrat Carl Eugenius Pabst von Ohain zwischen 1765 und 1767 wurde für den Marx-Semler-Stolln neben den vorhandenen Aufgaben, wie Anschluss weiterer Gruben, Fortsetzung der Ausmauerung und Erweiterung des Stollnprofiles, auch die Aufsuche neuer Erzgänge über weitere Stollnörter als neue Aufgabe festgelegt. Damit erhielt der Marx-Semler-Stolln eine neue Qualität. Er diente nicht mehr ausschließlich der Wasserlösung, sondern nun auch der Erkundung des Reviers. Dabei wurden auf Antrag der entsprechenden Gruben in deren Revier Auffahrungen durch den Stolln getätigt, wobei der Stolln 75 Prozent der Kosten übernahm. Um all diesen Aufgaben gerecht zu werden, wurde die Mannschaft bis 1769 auf 136 Mann erhöht. Ab 1766 war der Stolln deshalb wieder auf Zuschüsse aus der kurfürstlichen Zehentenkasse angewiesen.
Die Ausmauerung des Stollns hatte inzwischen beachtliche Ausmaße erreicht. Im Jahr 1767 standen nach der Ausmauerung des Lichtloches 2 im unteren Revier von 4910 m Hauptstollnlänge schon 711 m in Mauerung, aber noch 1475 m in Zimmerung. Im oberen Revier standen von 3910 m Hauptstolln 549 m in Mauerung und 1338 m in Zimmerung. Die Gesamtlänge des Stollns betrug zu diesem Zeitpunkt 13.573 m.
Die Mauerung im unteren Revier wurde in der Folgezeit vor allen zwischen dem 2. und dem 6. Lichtloch sowie zwischen dem 13. und dem 16. Lichtloch betrieben.
Wie schon so oft in der Vergangenheit wurde der Marx-Semler-Stolln im Juli 1771 wieder von einem Hochwasser betroffen. Der Stolln stand bis zum Lichtloch 16 firsthoch unter Wasser. Der dadurch entstandene Rückstau ließ die Gruben bis zur Rappoldt-Fundgrube komplett absaufen. Auch die höher liegenden Gruben waren durch den hohen Wasserstand stark beeinträchtigt. Der Stolln erlitt Schäden am Tragwerk und durch Verschlämmung.
Der weiter ins Revier getriebene Stolln erreichte 1765 von der Grube Gesellschaft aus nach 200 m die Grube Elisabeth. Vom Hauptstolln aus, zwischen der Landeskrone und der Fundgrube Rappoldt, wurde 1774 nach 200 m in Richtung Osten die Grube Segen Gottes angeschlossen. Durch die Auffahrung eines Querschlages von der Grube Klingelsporn erreichte man 1776 nach 150 m die Fundgrube Eiserner Landgraf. Mit einer Verlängerung des Sauschwarter Flügels wurde man 1779 nach 400 m auch in die Junge-Kalbe-Fundgrube durchschlägig.
Im Jahr 1773 versuchten die Blaufarbenwerke, den Kobaltbergbau und damit auch den Marx-Semler-Stolln unter ihre Aufsicht zu bringen. Nachdem ihnen aber von Pabst von Ohain die Kosten des Marx-Semler-Stollns offenbart wurden, ließen sie von diesem Vorhaben ab.
1777 wurde entschieden, den Hauptstolln von der Grube Morgenstern zur Grube St. Georg zu verumbruchen und unter Umgehung der Grube St. Georg den Stolln direkt zur Sperling-Fundgrube zu führen. Diese Arbeiten fanden 1789 ihren Abschluss.
Der 1753 unter Zahlung des 4. Pfennigs von der Weißen-Hirsch-Fundgrube aus in Richtung Ost begonnene Himmelfahrter Stollnflügel wurde 1786 nach 480 m in die Himmelfahrt-Fundgrube durchschlägig.
Ein Jahr später, 1787, erreichte das von der Fundgrube Schindler aus betriebene Stollnort nach 650 m die Fundgrube Siebenschlehen. Mit 364,73 m ü. NN brachte er damit 59,10 Teufe unter dem Name-Jesus-Stolln ein.
Mitte 1788 wurde durch den Berghauptmann Carl Wilhelm Benno von Heynitz begonnen, einen Plan für den zukünftigen Ausbau des Stollns zu erstellen. Er enthielt neben der risslichen Darstellung des gesamten Marx-Semler-Stollns auch die Dokumentation des Ausbaues, die Planung der auszuführenden Arbeiten und die Beantragung der nötigen Mittel beim Fiskus.
Im Jahr 1790 wurde im Lichtloch 6 erstmals die vom Berggeschworenen Carl Gottfried Baldauf entwickelte elliptische Mauerung eingesetzt. Diese Mauerung war haltbarer und kostengünstiger als die bisher ausgeführten Mauerungsarten. Berühmt geworden ist der in dieser elliptischen Mauerung ausgeführte Rappoldter Bogen.
Baldauf war in den folgenden Jahren für die Planung der Stollnmauerung zuständig, und im Jahr 1794 wurde der erste Mauerungsplan für den Stolln aufgestellt. Bergkommissionsrat Julius Wilhelm von Oppel entschied 1794, dass die Mauerungen vorrangig im unteren Revier voranzutreiben seien. Der dafür von Carl Gottfried Baldauf erstellte Kostenvoranschlag betrug 21.203 Taler auf eine Zeit von fünf Jahren und für 1129 m Mauerung.

### 1795 bis 1861
Gemäß einer Oberbergamts-Verordnung vom 7. März 1795 wurde das untere Revier nun bis zur Fundgrube Rappoldt ausgedehnt. Daraufhin wurde im Jahr 1797 ein neuer Plan für die vorzunehmenden Mauerungen erstellt. Von den im Jahr 1794 geplanten Mauerungen wurden bis 1797 nur 422 m ausgeführt.
Die neue Planung sah vor, innerhalb von zehn Jahren und mit einem Aufwand von 31.000 Talern alle notwendigen Mauerungsarbeiten im unteren Revier auszuführen.
Eine Revision im Jahr 1805 durch Oberberghauptmann Siegmund August Wolfgang Freiherr von Herder für das untere Revier ergab, dass von 13.083 m Stolln insgesamt 2967 m in Mauerung und 727 m in Zimmerung standen. Weitere 1241 m sollten noch ausgemauert werden.
Im oberen Revier standen von 8727 m Stolln insgesamt 1190 m in Mauerung und 2419 m in Zimmerung. 2852 m mussten ausgemauert werden. Von den 4156 m Mauerung mussten zusätzlich 3147 m erneuert werden. Veranschlagt für diese Aufwendungen wurden insgesamt 486.000 Taler und eine Zeit von 75 Jahren. Im Vordergrund standen die Mauerungen im Abschnitt zwischen dem Mundloch und dem 16. Lichtloch, wo auch gleichzeitig die notwendige Profilerweiterung vorgenommen werden sollte.
Zeitgleich zu den Ausmauerungen wurde auch der Stolln weiter ins Feld getrieben. 1799 erreichte man über den Stollnflügel des Jung-Zeche-Spates der Siebenschlehen-Fundgrube nach 300 m den Adam-Heber-Flachen der Fundgrube Adam Heber. Anfang 1807 begann auch der Vortrieb des Gegenortes von Wolfgang Maaßen in Richtung Priester-Fundgrube.
Am 21. Juli 1809 kam es zu einem Tagebruch unterhalb des Lichtloches 13, der aber innerhalb eines Monats beseitigt wurde.
Die Napoleonische Besetzung Deutschlands ab 1806 und der ab 1812 durch den Krieg in eine Absatzkrise geratene Kobaltbergbau hatten auch Auswirkungen auf den Marx-Semler-Stolln. Die Zahl der Arbeiter wurde auf 102 Mann reduziert.
1815 trat zum ersten Mal ein Mangel an Kobalterz auf. Um dieses Problem zu lösen, strebten die Blaufarbenwerke eine Übernahme der Schneeberger Kobaltgruben an. Durch den Aufkauf der Kuxe wurde die Übernahme der Gruben bis 1844 in die Tat umgesetzt. In der Folge der Übernahme kam es zur Konzentration der Gruben.
Die durch Heynitz im Jahr 1794 und durch Baldauf und Herder seit 1805 eingeführten fünfjährigen Ökonomie- und Betriebspläne ermöglichten eine stetige Kontrolle über die ausgeführten Arbeiten und eine schnelle Anpassung an sich verändernde Bedingungen. Die Belegschaftszahl des Stollns stieg wieder auf 190 Arbeiter.
Eine im Jahr 1816 von Herder durchgeführte Revision ergab, dass seit 1805 im unteren Revier 339,5 m und im oberen Revier 283,5 m in Mauerung gesetzt wurden. Damit lag man weit hinter dem vorgegebenen Ziel von etwa 1600 m Mauerung. In der gleichen Zeit verlängerte sich der Stolln durch Neuauffahrungen um etwa 1900 m.
1822 wurde ein 206 m langer Umbruch zwischen dem 15. Lichtloch und der König-David-Fundgrube aufgefahren, der den Stolln hier um 150 m verkürzte.
Um den seit 1805 bestehenden Plan der Aufwältigung des König-David-Schachtes als Communbergwerk in die Tat umzusetzen, war es notwendig, den über die Grubenbaue von König David verlaufenden Marx-Semler-Stolln zu verlegen. Aus diesem Grunde wurde die zwischenzeitlich in Angriff genommene Aufwältigung des 1590 abgeworfenen Hauptstollnflügels über die Ritterzeche ab 1830 forciert. Gleichzeitig musste von den Morgensternschächten aus der Greifstollnflügel mit dem St. Michaeliser Stollnflügel verbunden werden. Der Durchschlag erfolgte dort am 15. September 1835.
Ab Juni 1833 wurde der gesamte Stollnbereich vom Mundloch bis zum 2. Lichtloch komplett umgebaut. Die Durchlassfähigkeit des Stollns wurde durch eine Profilerweiterung auf 379 m³ Wasser pro Minute erhöht. Die vorhandene Wassersaige wurde verwölbt und das Mundloch etwa 150 m flussabwärts an die heutige Stelle verlegt. Diese Arbeiten wurden 1846 beendet.
Im Jahr 1843 wurde das seit 1807 betriebene Stollnort auf dem Roland-Morgengang mit Ort und Gegenort in den Friedrich-August-Spat der Fundgrube Wolfgang Maaßen durchschlägig. Zuvor hatte man nach 570 m von der Priester-Fundgrube aus das Gebäude der Auferstehung-Christi-Fundgrube durchfahren.
Der Wolfgang-Maaßener-Tagesschacht wurde erst fünf Jahre später, im Jahr 1848, nach 430 m von der Auferstehung-Christi-Fundgrube aus erreicht.
Ein neuer Stollnflügel, der vom Elisabethschacht der Gesellschaft-Fundgrube nach Westen getrieben wurde, erreichte 1846 nach 350 m den Kunstschacht der Grube Fröschgeschrei.
Ab 1841 wurden auf Anweisung des Oberbergamtes Freiberg hartgebrannte Ziegel zur Mauerung verwendet. Diese kamen ab 1844 aus der Revierziegelei in Schneeberg, die auf Kosten der Gruben und der Stolln neu errichtet worden war. Da die Revierziegelei nicht die ausreichende Menge bereitstellen konnte und die Ziegel eine schlechte Qualität hatten, wurde die Ziegelei 1854 geschlossen. Ab 1855 wurden die benötigten Ziegel aus Zwickau über die inzwischen neuerrichtete Eisenbahnlinie nach Schneeberg geliefert. Die Kosten der Mauerung konnten durch den Einsatz der Ziegel um 50 Prozent gesenkt werden.
Bedingt durch Missernten in den Jahren 1846 und 1847 sowie die Revolution von 1848, kam es zu Absatzschwierigkeiten beim Farbkobalt. Die dadurch sinkende Kobaltproduktion wurde durch eine steigende Silberproduktion weitestgehend ausgeglichen. Brachte Kobalt im Jahr 1826 noch 89 Prozent der Erlöse der Blaufarbenwerke, so waren es im Jahr 1850 nur noch 66 Prozent. Im gleichen Zeitraum stiegen die Erlöse des Silberausbringens von 9 Prozent auf 33 Prozent. Die Gewinnung von Wismut spielte keine nennenswerte Rolle. Die Gesamterlöse der Blaufarbenwerke blieben, abgesehen von kleineren Schwankungen, in diesem Zeitraum nahezu gleich.
Im Rahmen der Übernahme der Schneeberger Gruben durch die Blaufarbenwerke kam es zur Konzentration und Stilllegung einzelner Gruben. Die Übernahme des Marx-Semler-Stollns wurde, wahrscheinlich aufgrund der hohen Kosten der Ausmauerung, vorläufig aufgeschoben.
1851 schlossen sich die Blaufarbenwerke zum Sächsischen Privatblaufarbenwerks-Verein zusammen und gründeten die Konsortschaftliche Grubenverwaltung Schneeberg-Neustädtel.
Das hatte auch Auswirkungen auf den Marx-Semler-Stolln, dessen Belegschaft 1844 um 20 Arbeiter auf etwa 170 reduziert wurde. Diese 20 Arbeiter wurden zum Konsortschaftlichen Bergbau umgesetzt. Es begann sich die Entwicklung abzuzeichnen, dass der Sächsische Privatblaufarbenwerks-Verein zukünftig die Aufgaben der Revierauffahrungen im Niveau des Marx-Semler-Stollns in eigener Regie durchführen wollte.
Die mit dem Ziel der Ausgabenverminderung im Jahr 1844 durch den Berghauptmann Friedrich Constantin Freiherr von Beust durchgeführte Revision hatte die Kürzung der Zuschüsse für den Stolln um 40 Prozent zur Folge. Alle Stollnörter, bis auf sechs, wurden daraufhin eingestellt. Der Stolln hatte bis dahin eine Gesamtlänge von 29.400 m erreicht. Im September 1849 erfolgte der Zusammenschluss zwischen dem Marx-Semler-Stolln und dem Fürstenstolln. Die Belegschaftsstärke betrug zu diesem Zeitpunkt 143 Mann, davon 121 beim Marx-Semler-Stolln. Innerhalb von fünf Jahren sollten alle noch in Holzausbau stehenden Hauptstollntrakte des Marx-Semler-Stollns ausgemauert werden. Durch die sinkende Belegschaft von 71 Mann im Jahr 1850 auf 30 Mann im Jahr 1853 konnte dieses Ziel aber erst 1857 erreicht werden.
Neben der wieder auflebenden Nachfrage nach Kobalt nach dem Ende der Wirtschaftskrise ab 1851 profitierte der Schneeberger Bergbau auch von der steigenden Bedeutung des Wismutmetalls. Die Erlöse durch Wismut erreichten im Jahr 1854 etwa 10 Prozent der Gesamterlöse und waren damit genauso hoch, wie die Erlöse aus dem Silber, die auf 10 Prozent gefallen waren. Trotz der kurzfristigen Erholung des Kobaltmarktes, betrug der Anteil von Kobalt am Gesamterlös nur noch 77 Prozent mit fallender Tendenz.
Im Jahr 1861 wurde der Marx-Semler-Stolln, zusammen mit dem ihm zugeschlagenen Name-Jesu-Stolln und dem Fürstenstolln, gemeinsames Eigentum des Königlich Sächsischen Staatsfiskus und des Sächsischen Privatblaufarbenwerks-Verein. Damit endete die Selbständigkeit des Marx-Semler-Stollns.
Die Belegschaft des Stollns betrug zu diesem Zeitpunkt nur noch zehn Mann.

### 1861 bis 1946
Nach der Übernahme durch den Königlich Sächsischen Staatsfiskus und den Sächsischen Privatblaufarbenwerks-Verein beschränkte sich das Aufgabenfeld des Marx-Semler-Stollns auf die Ableitung der anfallenden Grubenwässer. Die Belegschaft wurde bis 1868 auf nur noch zwei Mann reduziert, die für die Unterhaltung des Stollns im Schlemaer Bereich zuständig waren.
Im Zuge der weiteren Konzentration der Schneeberger Gruben kam es 1862 zum Anschluss der Fürstenvertrag-Fundgrube an die Grube Weißer Hirsch. Zur Grube Weißer Hirsch gehörten schon die Gruben Weishäuptel, Klingelsporn, Ursula, Münzzeche, Katharina und St. Georg. Ebenfalls im Jahr 1862 wurden auch die Gruben Sauschwart, Junge Kalbe, Neujahr an die Grube Gesellschaft angeschlossen, zu der schon die Gruben Rosenkranz, Michaelis Maaßen und Elisabeth gehörten. Im Jahr 1864 setzte sich dieser Trend fort, und es kam zu den letzten Zusammenschlüssen im Schneeberger Revier. An die Grube Wolfgang Maaßen wurde die Priester-Fundgrube mit der Auferstehung-Christi-Fundgrube angegliedert. Zu diesem Verbund gehörten ebenfalls schon die Gruben St. Andreas, Leviten und Rappoldt. Im selben Jahr wurden an die Fundgrube Daniel samt Anna die Gruben Siebenschlehen, Adam Heber, Schindler, Sebastian, Unruhe und Fröschgeschrei angegliedert. Damit war der Konzentrationsprozess abgeschlossen.
Im Grubenfeld wurden nun alte Schächte und Grubenfelder (Schrotschacht, Eiserner Landgraf, St. Georg, Schafstall, Rappoldt, Rosenkranz) aufgewältigt, neue Schächte (Beust, Neujahr) geteuft und der Marx-Semler-Stolln als eine Hauptfördersohle ausgebaut. Zunehmend wurde der Höhenunterschied zwischen höher liegenden Stolln und dem Marx-Semler-Stolln zum Einbau moderner Wasserhebemaschinen genutzt. Um genügend Aufschlagwasser für die Wasserhebemaschinen bereitstellen zu können, wurde auch ein Teil des Zschorlaubaches über den Kutscherflügel des Fürstenstollns zum Wassersäulenkunstgezeug der Grube Weißer Hirsch umgeleitet.
Mit dem Erreichen größerer Teufen der Schneeberger Gruben und der Unterfahrung und Aufwältigung alter stillgelegter Grubenbaue wurden weitere Bereiche des Grubenfeldes entwässert. Die dadurch anfallenden Wässer mussten gehoben und gelöst werden. Zusätzlich wurde im Jahr 1865 mit dem Durchschlag des mit Ort und Gegenort betriebenen Marx-Semler-Stollnflügels in das Grubenfeld des Türkschachtes der Bergkappe-Fundgrube die letzte große Grube des Schneeberger Reviers an den Marx-Semler-Stolln angeschlossen. Alle diese Faktoren führten dazu, dass die Wassermenge, die über den Marx-Semler-Stolln abgeleitet werden musste, ständig zunahm.
Im Jahr 1871 wurde dann das Grubenfeld des Marx-Semler-Stollns losgesagt. Ebenfalls im Jahr 1871 wurde mit dem Beustschacht der erste saigere Schacht im Schneeberger Revier in Betrieb genommen. Der Marx-Semler-Stolln brachte hier bei 361,23 m ü. NN eine Teufe von 165,44 m ein.
Mit der Gründung der Gewerkschaft Schneeberger Kobaltfeld im Jahr 1880 wurden die Gruben Daniel, Gesellschaft, Weißer Hirsch, Wolfgang Maaßen, Bergkappe, Schwalbener Flügel und der Marx-Semler-Stolln in einem Unternehmen vereinigt. Diese Gruben befanden sich zu diesem Zeitpunkt in einem guten wirtschaftlichen Zustand. Der Anteil der Kobaltproduktion am Gesamterlös betrug im Jahr 1881 zwar nur noch 22 Prozent. Der Anteil der Wismuterze war auf 63 Prozent angestiegen, und Silbererze brachten 12 Prozent der Erlöse. Immer wieder wurden auch Uranerze gewonnen. Diese wurden vorwiegend zur Herstellung von Farben für die Glas- und Keramikindustrie sowie zur Herstellung von Tonern für die Photographie verwendet. So betrug beispielsweise im Jahr 1877 der Anteil der Uranerze 13 Prozent der Erlöse.
Im Zuge des Ausbaues der Marx-Semler-Stollnsohle zur Hauptfördersohle wurden zur Verbesserung der horizontalen Förderung im Jahr 1883 Gleise verlegt. Schon im Jahr 1863 waren im Feld der Daniel-Fundgrube auf 608 m zwischen dem Krausschacht und dem Schindlerschacht Gleise eingebracht worden. Auch der Bereich zwischen den Gruben Priester, Wolfgang Maaßen und dem Pucherschacht wurde 1881 auf 1203 m entsprechend ausgebaut.
Im Jahr 1883 erreichte der Marx-Semler-Stolln südlich von Wolfgang Maaßen in einer Entfernung von 580 m mit dem Anfahren des Friedefürst-Spates am Granitkontakt seine weiteste Ausdehnung in südliche Richtung. Damit wurde nun auch die Fundgrube Friedefürst entwässert.
Im Bereich der Fundgrube Daniel kam der Marx-Semler-Stolln im Jahr 1889 dem Filzteich so nahe, dass über den angefahrenen Eva-Spat das Wasser des Filzteiches in die Grube eindrang. Man war gezwungen, die Strecke mit einem Verspünden abzuriegeln, um den weiteren Wasserzutritt zu unterbinden.
Nach wie vor bewegt sich der Vortrieb des Marx-Semler-Stollns fast ausschließlich auf den Erzgängen. So blieben Auffahrungen von Querschlägen, wie die im Türkschachter-Feld, bei der im Jahr 1891 der Katharina-Flache aufgefunden wurde, die Ausnahme.
Nach einer Berechnung des Bergdirektors Richard Otto Tröger erreichte der Stolln im Jahr 1893 eine Gesamtlänge von 42.983 m.
Während die Erlöse der Gruben im Schneeberger Revier seit 1865 recht konstant waren, begann ab 1895 ein allmählicher Rückgang der Erlöse. Trotz weiträumiger Auffahrungen und Untersuchungen sowie der Wiederinbetriebnahme des zwischenzeitlich stillgelegten Reviers der Fundgrube Daniel im Jahr 1901 war das weitere Absinken der Erlöse nicht aufzuhalten. Betrug das Ausbringen im Zeitraum zwischen 1881 und 1890 im Durchschnitt noch 863.714,73 RM pro Jahr, so sank es im Zeitraum von 1891 bis 1900 auf durchschnittlich 819.971,52 RM pro Jahr und im Zeitraum von 1901 bis 1910 auf 623.828,61 RM pro Jahr. Einhergehend wurde in den gleichen Zeiträumen die Belegschaft der Gruben von 661 auf 575 und letztendlich auf 422 reduziert. Im Jahr 1897 wurde das Grubenfeld von St. Georg und 1909 die Grubenabteilung von Wolfgang Maaßen stillgelegt. Beide galten als abgebaut.
Der Marx-Semler-Stolln erlebte allerdings zu dieser Zeit, gerade im unteren Abschnitt, eine Renaissance. Nachdem im Jahr 1906 im böhmischen Joachimsthal ein Radiumbad gegründet worden war, sollten nun auch in Sachsen diesbezügliche Ambitionen in die Tat umgesetzt werden. Das Königlich Sächsische Finanzministerium beauftragte im Juli 1908 die Königlich Sächsische Bergakademie Freiberg, die Untersuchungen zur Auffindung radioaktiver Wässer in Sachsen aufzunehmen. Unter der Federführung von Professor Carl Anton Wilhelm Schiffner begann im November 1908 der Dipl.-Ing. Max Weidig mit den entsprechenden Arbeiten. Das Schneeberger Kobaltfeld, aus dem 85 Prozent des abgebauten Urans der letzten 30 Jahre stammte, war dabei das erste Untersuchungsziel. So wurde im Frühjahr 1909 der Werksbaumeister der Blaufarbenwerke, Richard Franz Friedrich, mit den Untersuchungen im unteren Teil des Marx-Semler-Stollns beauftragt. Dabei stellte er die höchste Radioaktivität im Bereich zwischen dem 13. und dem 15. Lichtloch fest. Der Sächsische Privatblaufarbenwerks-Verein mutete daraufhin am 11. Mai 1909 das entsprechende Grubenfeld, das dem Verein am 30. August verliehen wurde.
Die Arbeiten im Grubenfeld begannen sofort mit dem Einbau einer 940 m langen Grubenbahn vom 13. Lichtloch in Richtung 15. Lichtloch. Im Jahr 1910 begann man durch Auffahrungen auf dem Unbenannt-Flachen (Radium-Flachen) mit der Suche nach radonhaltigen Wässern. Ab 1911 wurden die anfallenden Arbeiten (Vortrieb, Aufwältigung, Abteufen von Gesenken, Bohrungen) aus dem Bergbegnadigungsfonds finanziert. So wurden bis zum Jahr 1913 insgesamt 206,7 m alte Seitenflügel aufgewältigt und 292,2 m neue Strecken vorgetrieben. Durch die drei Bohrungen am Radiumort im Radium-Flachen und auf dem Heinrich-Flachen wurden drei Quellen radonhaltigen Wassers mit einer Aktivität zwischen 5197 Becquerel und 14.500 Becquerel erschlossen.
Um nun die Aufmerksamkeit der Öffentlichkeit zu wecken, wurde die Konsortschaftliche Grubenverwaltung Schneeberg-Neustädtel von den Blaufarbenwerken beauftragt, unentgeltlich Radiumwasser an interessierte Bürger abzugeben. So erfolgte am 16. Juni 1913 erstmals die unentgeltliche Ausgabe von Radiumwasser mit einer Aktivität von 9400 Becquerel. Ab Juli 1913 konnten dann Kranke mit einer ärztlichen Bescheinigung kostenlose Trinkkuren mit einer Aktivität von 29.700 Becquerel in Anspruch nehmen.
Im Jahr 1914 wurden die Untersuchungsarbeiten abgeschlossen. Sie hatten zur Entdeckung der bis dahin stärksten radonhaltigen Wässer der Welt im Radium-Flachen mit einer Aktivität von 32.400 und 54.300 Becquerel geführt. In der Folge der Entdeckung wurde am 23. September 1915 die Radiumbadgesellschaft Oberschlema-Schneeberg gegründet. Diese pachtete das Grubenfeld ab dem 1. Januar 1916 vom Sächsischen Privatblaufarbenwerks-Verein bis zum Jahr 1991. Am 2. August 1916 wurde mit dem Bau eines Kurhauses in Schlema begonnen, das am 16. Mai 1918 eröffnet wurde. Im Eröffnungsjahr kamen bereits 478 Kurgäste.
Während die Erkundungsarbeiten auf Radiumwässer erfolgreich waren, zeigte sich im gleichen Zeitraum die Erschöpfung der Schneeberger Lagerstätte. Die Erlöse sanken in der Zeit zwischen 1911 und 1920 im Jahresdurchschnitt auf 285.897,70 RM, und die Belegschaft in den Gruben ging auf 211 Mann zurück.
Um das zusitzende Wasser im Grubenfeld des Pucherschachtes als Aufschlagwasser zu nutzen, wurde 1912 in einer Entfernung von 161 m südöstlich vom Wolfgang-Maaßen-Schacht auf dem Roland-Morgengang ein Verspünden eingebracht. Gemeinsam mit dem Verspünden im Fürstenstolln flossen damit über den Inselter-Flügel 940 Liter Wasser pro Minute zum Schindlerschacht, um letztendlich ein Wassersäulenkunstgezeug und einen Wassersäulengöpel auf der Marx-Semler-Sohle anzutreiben.
Zur Erweiterung der Vorratsbasis an BiCoNi-Erzen wurde im Jahr 1918 die seit 1907 eingestellte Grubenabteilung Fürstenvertrag bei der Grube Weißer Hirsch wieder in Betrieb genommen. Durch die kriegsbedingte Forcierung des Bergbaues und die Verdoppelung der Metallpreise seit dem Jahr 1915 kam es zu einer Steigerung der Erlöse. Im Jahr 1921 wurde mit Erlösen von 369.042 RM der Höhepunkt erreicht. Anschließend kam es jedoch zum steilen Abfall der Erlöse und Mannschaften auf 8.235 RM mit 30 Beschäftigten im Jahr 1930.
Nach der Fertigstellung eines 108 m langen Querschlages zwischen den Flügeln auf dem Bergmannsglück und Morgenstern-Morgengang beim Neujahrschacht im Jahr 1923 flossen nun die aus dem Gesellschaft-Beustschachter-Felde stammenden Grubenwässer auf dem kürzeren Wege über Rosenkranz durch den Schafstaller-Flügel zum Hauptstollntrakt des Marx-Semler-Stollns ab. Dadurch wurde der enge und über weite Strecken über Holzfluter geführte Rappoldter-Flügel des Marx-Semler-Stollns entlastet.
Die infolge der Inflation stark gesunkenen Metallpreise führten Ende 1924 zu starken Einnahmeverlusten und damit zu einer kritischen wirtschaftlichen Lage der Gewerkschaft Schneeberger Kobaltfeld. Um Kosten zu reduzieren, wurden außer bei der Grube Weißer Hirsch die Tiefbaue unter dem Marx-Semler-Stolln aufgegeben, die Seilfahrung eingestellt, und von den noch 78 Beschäftigten wurden 30 entlassen. Außerdem erfolgte die Einstellung sämtlicher Aus- und Vorrichtungsbaue.
Um den Bergbau am Leben zu erhalten und notwendige Untersuchungsarbeiten durchführen zu können, stellte die sächsische Staatsregierung im Jahr 1925 der Gewerkschaft Schneeberger Kobaltfeld einen unverzinslichen Betriebsvorschuss in Höhe von 111.430 RM (die Originalzahlen wurden in RM Stand 1938 umgerechnet) zur Verfügung. Mit der Erschöpfung des zur Verfügung gestellten Kredites und auf Grund zu hoher Kosten wurden im Jahr 1930 die Erzaufbereitung und im Jahr 1931 auch die Untersuchungsarbeiten ergebnislos eingestellt.
Im Revier Marx-Semler-Stolln wurden seit Anfang 1911 etwa 1000 m Strecken aufgewältigt oder neu aufgefahren. Die umfangreichen Untersuchungs- und Bohrarbeiten führten am 24. September 1930 im Radiumflügel zur Entdeckung der Hindenburgquelle, der mit 182.250 Becquerel stärksten Radiumquelle der Welt. Die Zahl der Kurgäste in Schlema war im Jahr 1931 auf inzwischen 10.700 gestiegen.
Der Niedergang des Schneeberger Bergbaues setzte sich auch 1932 fort. Wegen Absatzschwierigkeiten durch anhaltend niedrige Preise von Wismut, Kobalt und Nickel musste die Erzgewinnung eingestellt werden. Nach der Bewilligung weiterer Mittel durch die sächsische Staatsregierung für die Gewerkschaft Schneeberger Kobaltfeld wurden 1933 die Untersuchungsarbeiten auf BiCoNi-Erze wieder aufgenommen. Am 1. September 1934 wurden die Preise des deutschen Metallmarktes vom Weltmarkt abgekoppelt. Im Zeichen der Autarkiebestrebungen des Deutschen Reiches gewährte der Reichsbankpräsident Horace Greeley Hjalmar Schacht dem Schneeberger Bergbau die Preissicherung für Wismut, das den Hauptanteil der Erze stellte. Die Preisdifferenz zwischen dem Inlandpreis und dem Weltmarktpreis wurde in Form von Förderprämien gezahlt. Daraufhin wurde am 1. Juli 1935 wieder mit dem Wismuterzabbau im Grubenfeld Weißer Hirsch und Gesellschaft begonnen. Mit nun 63 Beschäftigten wurden in diesem Jahr 508 t Erz abgebaut. Das Ausbringen an BiCoNi-Erzen stieg bis zum Jahr 1941 auf 7516 t, und die Anzahl der Beschäftigten verdoppelte sich auf 127. Der Abbau erfolgte im Bereich Weißer Hirsch, Fürstenvertrag, Schrotschacht, Neujahrschacht und Sauschwart. Da die Möglichkeiten der Haldenschüttung am Schacht Weißer Hirsch inzwischen ausgeschöpft waren, wurde ab dem Jahr 1943 der Beustschacht wieder aufgewältigt.
Im Jahr 1943 erreichte die Anzahl der Kurgäste im Radiumbad Schlema mit 17.048 Personen ihren bisherigen Höhepunkt.
1944 wurde die Gewerkschaft Schneeberger Kobaltfeld mit der Sachsenerz Bergwerksgesellschaft mbH und weiteren vier landeseigenen Bergwerksgesellschaften zur Sachsenerz Bergwerks AG verschmolzen. Als Betriebsabteilung Schneeberg wurde der Bergwerksbetrieb Schneeberg, Martin Römer und die Schwarzwasseraufbereitung zusammengefasst.
Nach dem Ende des Zweiten Weltkrieges und der Besetzung des Gebietes durch sowjetische Truppen begannen im Juni/Juli 1945 in Oberschlema die Untersuchungen auf Uran durch sowjetische Geologen, und ab August 1945 wurden diese Untersuchungen auch auf Schneeberg ausgedehnt.
Auf Befehl des sowjetischen Stadtkommandanten von Schneeberg, Kapitän Regens, wurde im September 1945 der Abbau von BiCoNi-Erzen im Schneeberger Revier wieder aufgenommen. Die Arbeiten begannen mit einer Belegschaft von 93 Mann im Bereich der Grube Weißer Hirsch und am Beustschacht.
Die 9. Verwaltung des Ministeriums des Innern der UdSSR bildete am 14. September 1945 die Geologische Gruppe (Геолого – Поискавая Партия). Die ihr unterstellten Sächsischen Erzsuchgruppe (Саксонская Рудно-Поисковая Партия) sollte in einem Zeitraum bis März 1946 Uranlagerstätten im sächsischen Erzgebirge suchen. Die Arbeiten wurden anschließend von der Sächsischen Erz-Such-Gruppe (Саксонская Рудно-Поисковая Партия) weitergeführt. Die Untersuchungsarbeiten wurden anschließend durch die am 4. April 1946 gebildete Sächsische Gewinnungs- und Erkundungsgruppe (Саксонская Промышленно-Разведочная Партия) weitergeführt.
Zu dieser Zeit waren in Schneeberg die Schächte Weißer Hirsch, Neujahr und Beust in Betrieb und der Schrotschacht förderfähig. In Oberschlema war der Zugang zum Marx-Semler-Stolln über das Lichtloch 15 gewährleistet, und in Niederschlema waren die Lichtlöcher 1, 2, 6, 9 und 13 befahrbar. Im Frühjahr 1946 begannen auf der Marx-Semler-Sohle erste Untersuchungsarbeiten zum Auffinden von Uranerz in Oberschlema. Der im September 1945 begonnene Abbau von BiCoNi-Erzen im Schneeberger Erzfeld wurde weitergeführt. Die letzten 123 Tonnen BiCoNi-Erz wurden im Oktober 1946 gefördert und der Bergbau auf diese Erze eingestellt. Der Kurbetrieb in Schlema wurde für Zivilisten aufgrund eines sowjetischen Befehls am 15. November 1946 eingestellt, da der Bereich des Radiumbades inzwischen im Sperrgebiet des Bergbaus lag.

### 1946 bis 1991
Auf Beschluss des Ministerrates der UdSSR vom 29. Juli 1946 in Moskau wurde die Sächsische Bergbauverwaltung (Саксонское Горное Управление), der Vorläufer der späteren Generaldirektion der Wismut AG, zu deren erstem Generaldirektor der sowjetische Generalmajor Michail Mitrofanowitsch Malzew ernannt wurde, unter der Feldpostnummer 27304 der Roten Armee aus der Sächsischen Gewinnungs- und Erkundungs-Gruppe gebildet.
Der nun beginnende Bergbau auf Uranerz übertraf in seinen Dimensionen und Auswirkungen alles bisher Bekannte. Auch die Bedeutung des Marx-Semler-Stollns erreichte eine völlig neue Dimension. Neben der Wasserableitung wurde dem Stolln auch das für den Bergbau benötigte Betriebswasser entnommen, und er diente in der Anfangszeit der Wetterführung. Im Stolln selber wurden Stromkabel und Rohrleitungen für die Wasser- und Druckluftversorgung verlegt.
Alle Teufenangaben in den Revieren Schneeberg, Schlema und Hartenstein gingen nun in +m oder −m vom Niveau des Marx-Semler-Stollns aus. Der mit 330 m ü. NN dafür festgelegte Messpunkt liegt zwischen den Lichtlöchern 12a und 14a unter dem Oberschlemaer Bahnhof.
Im Bereich der Reviere Oberschlema und Niederschlema stellte der Marx-Semler-Stolln mit den Lichtlöchern 1, 2, 6, 9, 13 und 15 den einzigen Zugang zur Lagerstätte dar. Seine Gesamterstreckung betrug bis 1946 etwa 46 km.
Die Reviere Oberschlema, Niederschlema und Schneeberg wurden ab Oktober 1946 unter der Bezeichnung Objekt 02 geführt. Noch im Herbst 1946 wurde im Revier Oberschlema mit dem Teufen der Schächte 5, 6, 7 und 14 begonnen. Im Schacht 4 (Gallusstolln) begann im Herbst die Uranerzförderung.
Die für die Wismut übliche Nummerierung der Schächte erfolgte dabei chronologisch und unabhängig vom jeweiligen Objekt oder einem speziellen Revier.
Auch in Schneeberg ging im Dezember 1946 mit dem Ritterschacht (Schacht 9) der erste Förderschacht in Betrieb. Schon im Januar 1947 folgte der Weiße Hirsch als Schacht 3. Die Belegschaft des Objektes 02 bestand zu diesem Zeitpunkt bereits aus 3683 Personen. Die Lagerstätte Schneeberg war gut erschlossen und galt ursprünglich als abgebaut. Der ab 1946 beginnende Abbau von Uranerz beschränkte sich daher am Anfang nur auf Bereiche oberhalb des Fürstenstollnniveaus.
Mit dem Befehl Nr. 131 der SMA Sachsen vom 30. Mai 1947 wurden – neben anderen Bergbauunternehmen – auch die Bergbauunternehmen Schneeberg und Oberschlema in das Eigentum der Sowjetunion überführt. Sie bildeten den Kern der am 6. Juni 1947 in Moskau gegründeten Wismut AG, die fortan die Geschäfte der Sächsischen Bergbauverwaltung übernahm.
Im Jahr 1947 gingen im Schneeberger Revier die Schächte Siebenschlehen (Schacht 10), Neujahr (Schacht 11) und Beustschacht (Schacht 24) in Betrieb. In diesem Jahr wurde auch der Schacht Wolfgang Maaßen aufgewältigt. Der Abbau dehnte sich inzwischen über das gesamte zugängige Revier auf den Bereich zwischen der Marx-Semler-Stollnsohle und der Erdoberfläche aus. Am 1. April 1947 wurde das Revier Schneeberg eigenständig und als Objekt 03 aus dem Objekt 02 ausgegliedert.
Ebenfalls 1947 gingen in Oberschlema die Schächte 5, 6 und 7 in Betrieb, von denen aus mit der −30-m-Sohle die erste Sohle unter dem Marx-Semler-Stolln aufgefahren wurde. Neben dieser Sohle begann der Abbau auch auf der Marx-Semler-Sohle und der +60-m-Sohle. Durch den nun zunehmenden Erzabbau zwischen der Marx-Semler-Sohle und der Erdoberfläche kam es zu ersten Senkungserscheinungen an der Erdoberfläche und auch zu Einbrüchen des Schlemabaches in die Grubenbaue, was zur zeitweisen Einstellung der Arbeiten führte. In diesem Gebiet, unter der Ortslage Schlema, befanden sich etwa 90 Prozent der Erzvorräte, und die Gänge lagen zum Teil nur ein bis vier Meter voneinander entfernt.
In Niederschlema begann die Teufe der Schächte 13bis und 38, und das Lichtloch 13 (Schacht 13) nahm die Förderung auf. Bis zum 1. April 1948 wuchs die Streckenlänge des Marx-Semler-Stollns im Bereich Schlema von 3 km im Jahr 1946 auf etwa 30 km.
Im Jahr 1948 wurden die Arbeiten zu Erkundung, Vorrichtung und Abbau weiter forciert. In Oberschlema gingen die neu geteuften Schächte 6bis, 8, 12, 14, 15bis, 27, 67 und 127 in Betrieb. Der Abbau dehnte sich nun auch auf die +90-m-Sohle und die −60-m-Sohle aus. Auf der Marx-Semler-Sohle wurden etwa 3,8 km Ausrichtungsbaue aufgefahren. Da es durch den Abbau zur teilweisen Zerstörung des Marx-Semler-Stollns kam, verfiel das aus dem Schneeberger Revier kommende Grubenwasser, etwa 550 m³/h, in die tieferen Baue und musste über Pumpen wieder auf das Stollnniveau gehoben werden. Aus diesem Grund wurde zwischen dem 15. und 16. Lichtloch ein Dammtor in den Stolln eingebaut. Die sich dahinter aufstauenden Wässer wurden über eine Pumpenanlage auf der Marx-Semler-Stollnsohle in den Schlemabach abgeleitet oder in Hochbehälter auf dem Gleesberg zur Brauchwasserversorgung gepumpt.
In Schneeberg nahmen die neu geteuften Schächte Ritterschacht II (Schacht 25; als Verstärkung zu Schacht 9), Waldschacht (Schacht 26; in der Nähe des Filzteiches), Kinder Israel (Schacht 50; im Bereich der alten Fundgrube Kinder Israel), Bergkappe (Schacht 75; im Bereich der alten Bergkappe Fundgrube), Fröschgeschrei (Schacht 130; im Bereich der alten Fundgrube Fröschgeschrei), der Blindschacht 24bis (zwischen Marx-Semler-Sohle und der −60-m-Sohle), der Blindschacht 25bis (zwischen dem Fürstenstolln und dem Marx-Semler-Stolln) und die rekonstruierten alten Schächte Daniel (Schacht 36), Peter und Paul (Schacht 37), Adam Heber (Schacht 43), Schrotschacht (Schacht 47), Schindlerschacht (Schacht 72), Türkschacht (Schacht 83), Gesellschaft (Schacht 200), Rappoldt (Schacht 201) und der Fürstenvertrager Kunstschacht (Schacht 90; als Blindschacht zwischen der Marx-Semler-Sohle und der 90-Lachter-Sohle) den Förderbetrieb auf. Daneben wurde auch die Grube Eiserner Landgraf aufgewältigt.
In Niederschlema wurden die Schächte 66 und 186 geteuft, und die Schächte 13bis und 38 gingen in Betrieb. Im Herbst 1948 wurde Niederschlema als Objekt 09 aus dem Objekt 02 herausgelöst und somit selbständig. Ende 1948 waren im Objekt 02 etwa 9000 Mitarbeiter, im Objekt 03 etwa 7000 Mitarbeiter und im Objekt 09 etwa 3500 Mitarbeiter beschäftigt.
Im Jahr 1949 begann im Objekt 09 die Teufe der Schächte 207, 208, 246, 250 und 276. Die Schächte 66, 186, 237 (Lichtloch 9) und 246 gingen in Betrieb. Der Schacht 186 war der einzige Schacht rechtsseitig der Mulde, aus dem die Marx-Semler-Sohle aufgefahren wurde. Es wurden die ersten 12,5 t Uran abgebaut.
Im Objekt 02 gingen im selben Jahr die Schächte 5bis, 14bis, 63, 64, 65 und der aufgewältigte Schacht Grüner Schild (Schacht 63bis) in Betrieb. Im Niveau des Marx-Semler-Stollns wurden im Objekt 02 etwa 14,6 km Ausrichtungsbaue aufgefahren. Im Dezember waren in diesem Objekt 24.603 Mitarbeiter beschäftigt. Infolge des durch den Aufschluss der Sohlen −90 und −120 weiter in die Tiefe vordringenden Abbaus verstärkte sich auch die Senkung in der Ortslage Schlema. Die Absenkung im Bereich des Bahnkörpers betrug 1949 bereits 50 cm, und die Schäden an den Gebäuden nahmen massiv zu. Die teilweise nur wenige Meter unter den Gebäuden stehenden Abbaue wurden daraufhin vorübergehend eingestellt.
Durch den gewaltigen Brauchwasserbedarf des Bergbaus wurde die Trinkwasserversorgung der Bevölkerung und der Bergleute im Bereich Schneeberg/Schlema zunehmend problematischer. Deshalb wurde im Februar mit dem Bau eines Wasserwerkes auf dem Gleesberg begonnen, in dem das aus dem Marx-Semler-Stolln stammende Wasser aufbereitet werden sollte. Bereits im August 1949 konnte das Wasserwerk betriebsfertig übergeben werden.
Im Revier Schneeberg wurden an den Flanken der Lagerstätte die neu geteuften Schächte Magnetschacht (Schacht 73; südwestlich von Zschorlau), Hermannschacht (Schacht 74; ebenfalls südwestlich von Zschorlau), Schacht 76 (im Bereich Schrotschacht), Friedefürst (Schacht 77; im Bereich der alten Fundgrube Friedefürst) und Schacht 150 (im Bereich Beustschacht), der Blindschacht 266 (vom Fröschgeschreier Stolln zur Marx-Semler-Sohle) und der Blindschacht 268 (von der Marx-Semler-Sohle zur −30-m-Sohle) in Betrieb genommen. Auch der alte Pucherschacht (Schacht 260) wurde rekonstruiert und in Betrieb genommen sowie der Tagesschacht der Grube St. Andreas aufgewältigt.
Ende 1949 wurde der Höhepunkt der Uranerzförderung im Objekt 03 überschritten, und die Schächte 36 (Daniel) und 201 (Rappoldt) gingen außer Betrieb. Der Abbau verlagerte sich auf die Marx-Semler- und die −30-m-Sohle. Von den insgesamt 29 Schächten und Blindschächten im Objekt 03 hatten 23 einen Anschluss an den Marx-Semler-Stolln.
1950 wurden im Revier Schneeberg die Schächte 26, 37, 47, 73, 74, 75, 76, 77 und 260 abgeworfen. Die Lagerstätte galt erneut als abgebaut, und das Objekt 03 wurde im September dem Objekt 09 untergeordnet. Im Revier Oberschlema gingen die Schächte 6c, 7bis, 256, und 280 in Betrieb, und der Abbau wurde auf die Sohlen −150 und −180 ausgedehnt. Die Schächte 63 und 63bis wurden abgeworfen. Der Abbau auf den oberen Sohlen wurde zurückgefahren. Auf der Marx-Semler-Stollnsohle wurden weitere 3,5 km Ausrichtungsbaue aufgefahren. Durch den Bergbau wurde auch der Immobilienbesitz der Radiumbad Oberschlema GmbH vernichtet, und diese musste am 2. Dezember 1950 in Liquidation gehen.
In Niederschlema begann mit der Inbetriebnahme der Schächte 207, 208, 250 und 296 der Abbau auf der −90-m-Sohle.
Im Jahr 1951 dehnte sich der Abbau in Niederschlema auch auf die Sohlen −120 und −150 aus. In Oberschlema erreichte der Abbau inzwischen die Sohlen −210 und −240. Die Schächte 259 und 312 gingen in Betrieb, und auf dem Niveau des Marx-Semler-Stollns erfolgten die letzten Auffahrungen von Ausrichtungsbauen mit einer Länge von etwa 1,5 km. Die Absenkungen im Ortsbereich Schlema nahmen inzwischen bedrohliche Ausmaße an. Einsturzgefährdete Hauptstraßen wurden mit Planken gesichert. Der Schlemabach und der Silberbach wurden teilweise in Holzgefludern über die Abbaue geführt. Viele Häuser waren einsturzgefährdet und mussten geräumt werden. Am 22. November 1951 begann die offizielle Räumung von Oberschlema, bei der bis zum April 1952 insgesamt 203 Häuser geräumt und 1711 Personen umgesiedelt wurden.
Im Revier Schneeberg gingen die Schächte 11 und 150 außer Betrieb. Der Abbau verlagerte sich dort unter den Marx-Semler-Stolln.
Im Jahr 1952 trat der Bergbau im Schneeberger Revier in seine vorerst letzte Phase. Die Schächte 9, 24, 24bis, 25, 25bis und 90 wurden abgeworfen. Im Revier des Beustschachtes (Schacht 24) befanden sich auf der 90-Lachter-Sohle ein Verspünden, hinter dem sich das Wasser in dem Revier Gesellschaft bis auf das Niveau des Marx-Semler-Stollns staute. Da die Pumpen am Beustschacht nicht für diese Wassermengen ausgelegt waren, ließ man das Wasser über die 110-Lachter-Strecke bis zum Schacht Weißer Hirsch laufen, um es dort mit Pumpen auf die Marx-Semler-Stollnsohle zu heben. Da durch diese Maßnahme die 110-Lachter-Strecke etwa einen halben Meter überflutet wurde, konnten diese Arbeiten nur an den Wochenenden ausgeführt werden. Bis zur Einstellung des Bergbaues auf dem Beustschacht gelang es nicht, das Wasser vollständig abzulassen und das Verspünden zu öffnen.
In Oberschlema ging 1952 der Schacht 309 als Verstärkung für den tonnlägigen Schacht 12 in Betrieb. Der Abbau in diesem Revier erreichte die Sohlen −270, −300 und −330. Die Zahl der Arbeitskräfte sank auf 16.070 Personen. Um weitere Einbrüche des Schlemabaches in das Grubengebäude zu vermeiden, begannen die Bauarbeiten zur Umverlegung des Bachverlaufes auf einer Strecke von 3 km zwischen dem „Brückenhof“ (heute Kobaltstraße 27) in Schneeberg und dem Lichtloch 13 in Niederschlema. Im April 1952 wurden mit dem Abbruch der geräumten Häuser in Oberschlema die letzten Hindernisse beseitigt, um den 1949 eingestellten Abbau im tagesnahen Bereich des Ortskernes wieder aufzunehmen und schonungslosen Bergbau zu betreiben. Nachdem sich die Schienen der Bahnlinie um insgesamt einen Meter gesenkt hatten, wurde am 7. April 1952 erst der Personenverkehr und ab 1. August 1952 der komplette Bahnbetrieb zwischen Niederschlema und Schneeberg durch die Reichsbahn eingestellt. Im Revier Niederschlema wurde zum weiteren Aufschluss der Lagerstätte unterhalb der −240-m-Sohle nach den Blindschächten 38bis, 38c und 207bis auch der Blindschacht 208bis in Betrieb genommen. Der Abbau dort erreichte inzwischen die −180-m-Sohle.
Am 28. November 1953 wurde die Wismut AG auf Beschluss der Aktionäre in Moskau liquidiert und am 21. Dezember 1953 die SDAG Wismut auf einer Aktionärsversammlung in Karl-Marx-Stadt gegründet. Sie übernahm alle Vermögenswerte der Wismut AG, ohne jedoch deren Rechtsnachfolger zu werden.
Im Jahr 1953 ging im Revier Niederschlema der Abbau weiter in die Tiefe. Die Sohlen −270 und −300 wurden in den Abbau überführt. In Oberschlema wurde die Umverlegung des Schlemabaches beendet. Der Schacht 311 im Silberbachtal ging in Betrieb, und der Abbau wurde auf die Sohlen −360 und −390 ausgedehnt. Die Schächte 12 und 256 wurden abgeworfen. Mit einer Förderung von 969,9 t Uran wurde vom Revier Oberschlema im Jahr 1953 der Spitzenplatz innerhalb der SDAG Wismut erreicht. Von den 28 Tagesschächten des Reviers hatten 24 Schächte einen Anschluss an den Marx-Semler-Stolln. In Schneeberg wurde zur Erkundung der Randbereiche der Lagerstätte der Schacht der Auferstehung-Christi-Fundgrube aufgewältigt. Gleichzeitig wurde der Schacht 43 abgeworfen. Der Abbau bewegte sich in den Schächten 3 und 50 bis zur 155-Lachter-Sohle, bei den Schächten 10 und 72 bis zur 48-Lachter-Sohle und bei den Schächten 83 und 130 bis zur −120-m-Sohle.
Im Jahr 1954 wurde im Revier Schneeberg die Förderung auf den Schächten 10 und 72 eingestellt. Das Hochwasser vom 10. Juli, bei dem die Baue unter der 110-Lachter-Sohle abgesoffen waren, führte auch zur Einstellung des Betriebes der Schächte 3 und 50. Im Revier Oberschlema wurde mit 978,6 t Uran der Höhepunkt der Förderung erreicht. Die Sohlen −420 und −450 wurden in den Abbau überführt. Der Abbau auf der +60-m-Sohle wurde hingegen eingestellt. Im Revier Niederschlema gingen die Sohlen −210, −240, −330 und −540 in Abbau. Der Abbau bewegte sich – den Erzgängen folgend – von Niederschlema aus nach Nordosten in die Tiefe. Die Zahl der Beschäftigten stieg in Niederschlema auf 12.917.
1955 wurden im Revier Niederschlema die Sohlen −360, −390, −420 und −480 in den Abbau überführt. In Oberschlema war inzwischen der Großteil des Ortes abgerissen worden, und der Abbau erreichte die −480-m-Sohle. Die Schächte 130 und 200 in Schneeberg wurden abgeworfen. Im Mai begann in den Grubenfeldern der Schächte 72 und 83 auch der Abbau von 161,94 t BiCoNi-Erzen.
Im Jahr 1956 endete mit der Einstellung der Abbauarbeiten im Schacht 83 der Bergbau der SDAG Wismut im Revier Schneeberg. Die Schächte 3, 24, 72 und 83 wurden am 1. August 1956 vom Ministerium für Schwerindustrie der DDR als Betriebsabteilung Schneeberg dem VEB Wolfram-Zinnerz Pechtelsgrün zum weiteren Abbau von Buntmetallerzen übergeben. Im Revier Oberschlema erreichte indes der Abbau die −510-m-Sohle. Der Abbau auf den Sohlen −180 und −210 wurde eingestellt. Über weite Strecken wurde der nicht vererzte unterlagernde Granit erreicht. Die Schächte 8, 15bis und 16 wurden abgeworfen. Im Revier Niederschlema wurden die Schächte 186a und 366 (Alberoda) in Betrieb genommen. Die Sohle −450 wurde in den Abbau überführt. Auf der Marx-Semler-Sohle sowie auf den Sohlen −30 und −60 wurde der Abbau eingestellt.
In Niederschlema wurde 1957 der Schacht 365 (Lößnitz) in Betrieb genommen. Neben Uranerz wurde nun auch hier die Gewinnung von BiCoNi-Erzen aufgenommen. In Oberschlema trat der Bergbau in seine letzte Phase. Der Ortskern war nun vollständig abgerissen. Die Sohle −540 ging in Betrieb, während auf den Sohlen +30 bis −150 und −240 bis −420 nur noch der Abbau der Restvorkommen betrieben wurde. Diese Sohlen wurden zum Jahresende eingestellt. Im Revier Schneeberg wurde nach eingehender Untersuchung der noch anstehenden Erzreserven (circa 3000 bis 4000 Tonnen BiCoNi-Erze), die sich vorwiegend im Grubenfeld des Türkschachtes befanden, der Grubenbetrieb durch einen Ministerratsbeschluss vom März 1957 eingestellt. Als Grund wurde die mangelnde Rentabilität durch die Geringfügigkeit der noch anstehenden Erze angegeben. Eine Förderung fand zwischen August 1956 (Überführung in den VEB Wolfram-Zinnerz Pechtelsgrün) und der Einstellung im März 1957 nicht mehr statt. Damit endete der Bergbau im Schneeberger Revier vorläufig. Von 1946 bis 1956 wurden 1.010.000 m² Gangfläche abgebaut und dabei 209,7 t Uran gewonnen. Das entspricht 0,21 kg/m² Gangfläche. Die Marx-Semler-Stollnsohle wurde um etwa 18 km Auffahrungen vergrößert.
Im Jahr 1958 ging auch der Bergbau im Objekt 02 Oberschlema zu Ende. Die Schächte 6c und 65 wurden abgeworfen. Am 1. April wurde das Objekt 02 aufgelöst und die verbliebenen Schächte des Objektes vom Objekt 09 (Niederschlema) übernommen. Bevor der Bergbau im Jahr 1960 eingestellt wurde, erfolgte noch die Übergabe der Sohle −585 und im Jahr 1959 der −630 an den Abbau. In dieser Zeit wurden auf 10.189.241 m² Gangfläche insgesamt 7.805 t Uran abgebaut. Das entspricht 0,76 kg/m² Gangfläche. Die Marx-Semler-Stollnsohle hatte im Objekt 02 eine Ausdehnung von 6,3 km² mit etwa 160 km horizontalen Auffahrungen. Insgesamt wurden im Objekt 02 2017 km Aus- und Vorrichtungsbaue getrieben. Dabei wurde der Marx-Semler-Stolln zwischen den Lichtlöchern 14 und 15 vollständig zerstört. Der Bergbau hinterließ ein Senkungsgebiet von 23,4 ha mit einer maximalen Absenkung von 6 m in dessen Zentrum. In Niederschlema wurde die −585-m-Sohle in den Abbau überführt. Der Abbau auf den Sohlen −90 und −120 wurde eingestellt. Im Schacht 38 wurde auf der −540-m-Sohle eine Pumpstation errichtet, um die aus dem Oberschlemaer Revier zusitzenden Wässer zu heben und direkt in den Schlemabach abzuleiten.
Um die immer wieder auftretenden Verbrauchsspitzen in der Trinkwasserversorgung der Bevölkerung zu beherrschen, wurde zwischen 1973 und 1975 auf dem Beustschacht ein weiteres Wasserwerk gebaut. Auch in diesem Wasserwerk wurde Wasser aus dem Marx-Semler-Stolln aufbereitet.
Bis zur Einstellung des Bergbaus am 1. April 1991 gingen im Bergbaubetrieb Aue (in diesen wurde das Objekt 09 1968 umbenannt) noch die Schächte 371, 372, 373 (1959), 382 und 383 (1964) im Bereich Alberoda-Hartenstein-Wildbach in Betrieb. Nach der −585-m-Sohle wurden weitere 27 Fördersohlen aufgefahren. Die tiefste Fördersohle, die −1800-m-Sohle (1470 m unter NN), wurde im Jahr 1986 erreicht. Mit dem Schacht 38 wurde im Jahr 1973 der letzte auf Schlemaer Flur liegende Schacht stillgelegt. Die planmäßige Gewinnung von Uranerzen wurde am 31. Dezember 1990 eingestellt; bis zum 1. März 1991 erfolgte noch der Abbau von Restflächen.
Am 16. Mai 1991 wurde durch den Staatsvertrag zwischen der Bundesrepublik Deutschland und der UdSSR die Aktiengesellschaft in die Wismut GmbH umgewandelt, und der bis dahin sowjetische Anteil der SDAG Wismut ging auf die Bundesrepublik Deutschland über. Am 1. Januar 1992 wurde die Wismut GmbH in einen Sanierungsbetrieb umgewandelt.
Im Verlauf des 43 Jahre währenden Betriebs des Bergbaubetriebes Aue (Objekt 09) wurden 4168,9 km Aus- und Vorrichtungsbaue aufgefahren. Im Bereich der Marx-Semler-Sohle beträgt die Auffahrungslänge 12,147 km. Bei einer abgebauten Gangfläche von 29.222.000 m² wurden insgesamt 73.125 t Uran abgebaut. Das entspricht 2,5 kg/m² Gangfläche. Die höchste Förderung wurde dabei mit 4553 t Uran im Jahr 1963 erreicht. Im Zeitraum 1957 bis 1978 wurden zusätzlich 198,8 t Kobalt, 272,9 t Nickel, 100,7 t Wismut und 6,2955 t Silber gefördert. In der Lagerstätte verbleiben auch nach 550 Jahren Bergbau (bereits um 1440 wurde in der Grube Silberwaage in Niederschlema das erste Silber gefördert) noch rund 121,698 t Silber und etwa 2068 t Uran.
Am 2. Juli 1990 begann die planmäßige Flutung der −1800-m-Sohle.

### 1991 bis zur Gegenwart

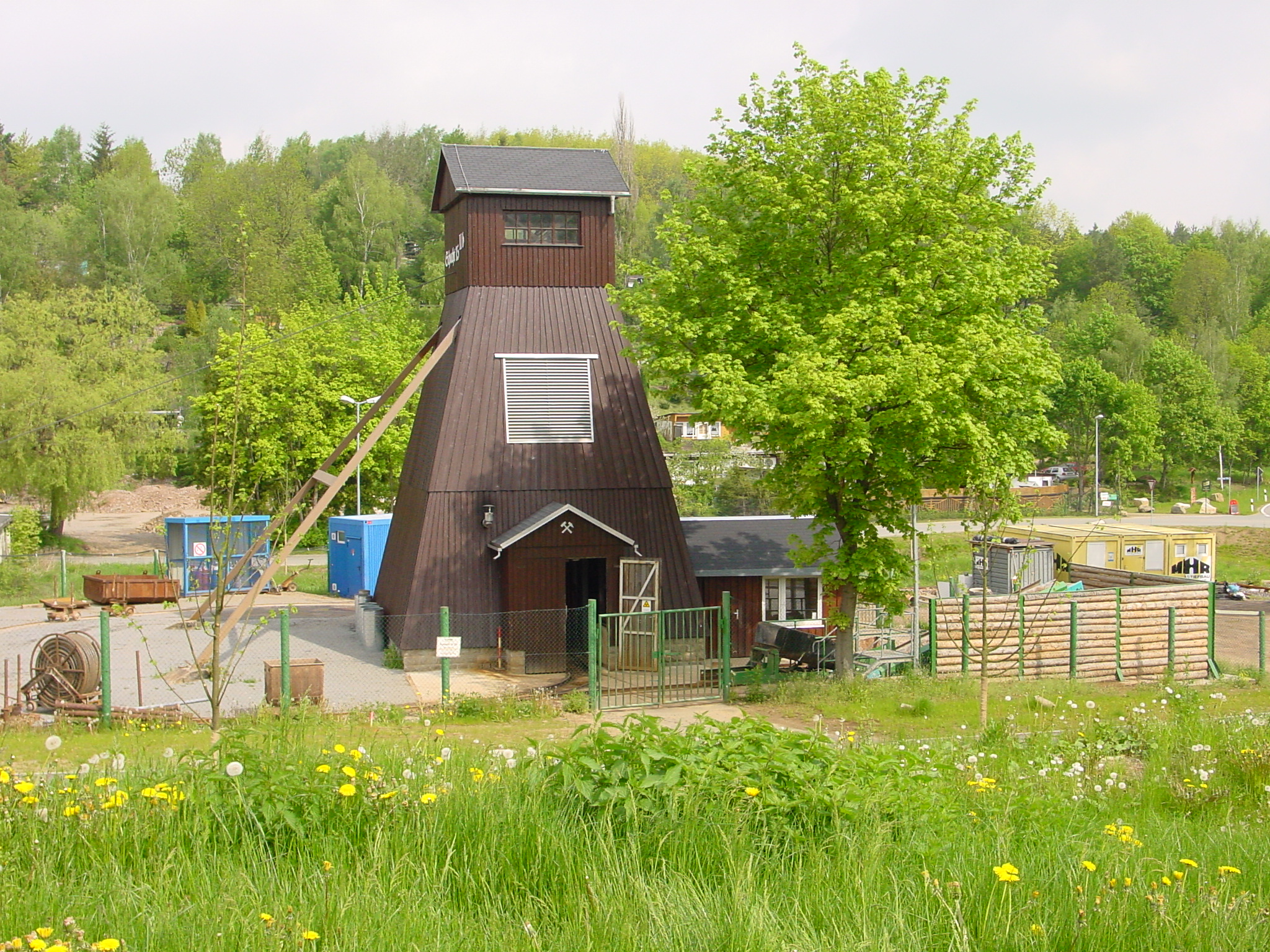
Fördergerüst des Schachtes 15^{IIbis}

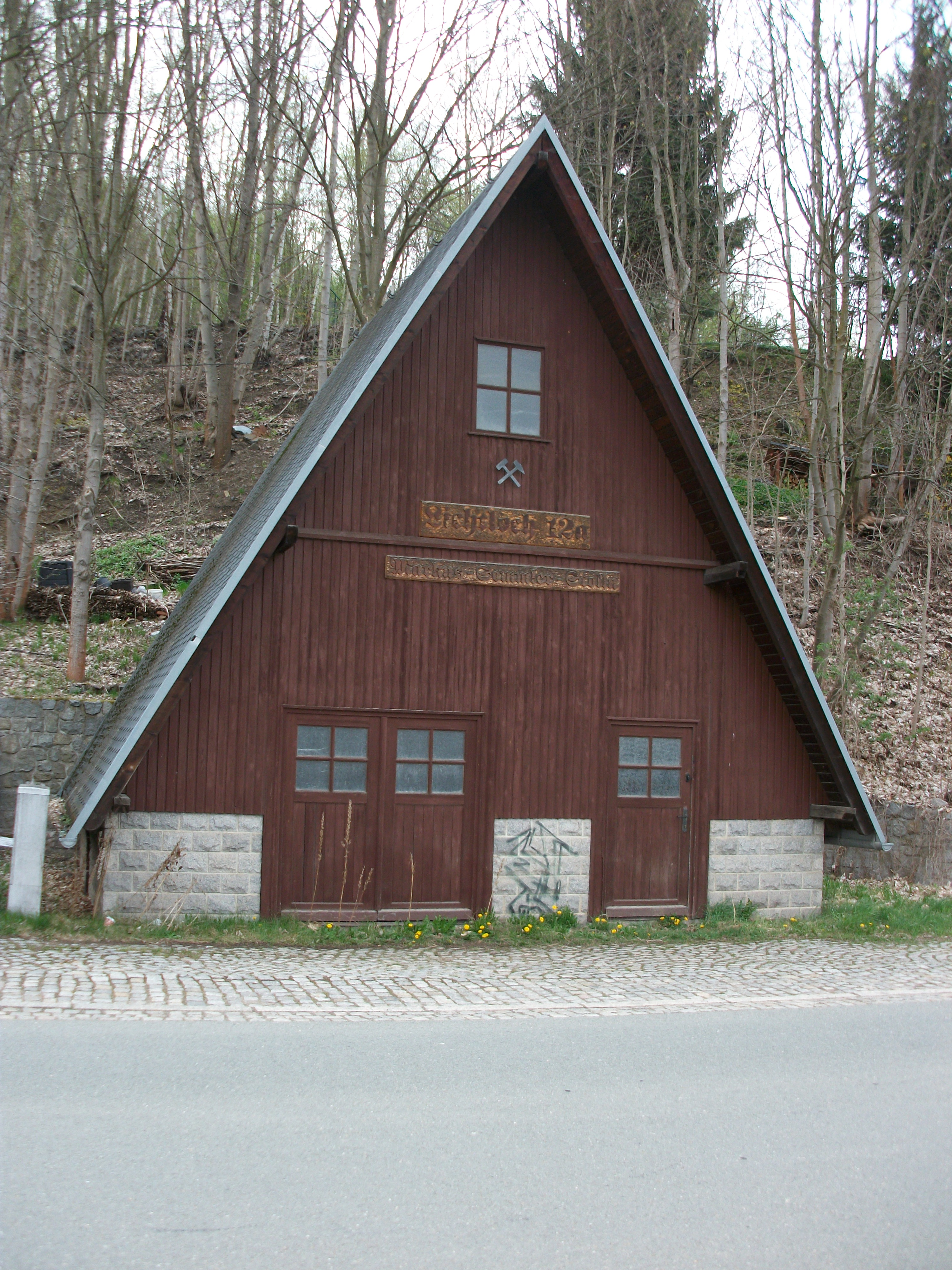
Marx-Semler-Stolln, Lichtloch 12a in Niederschlema

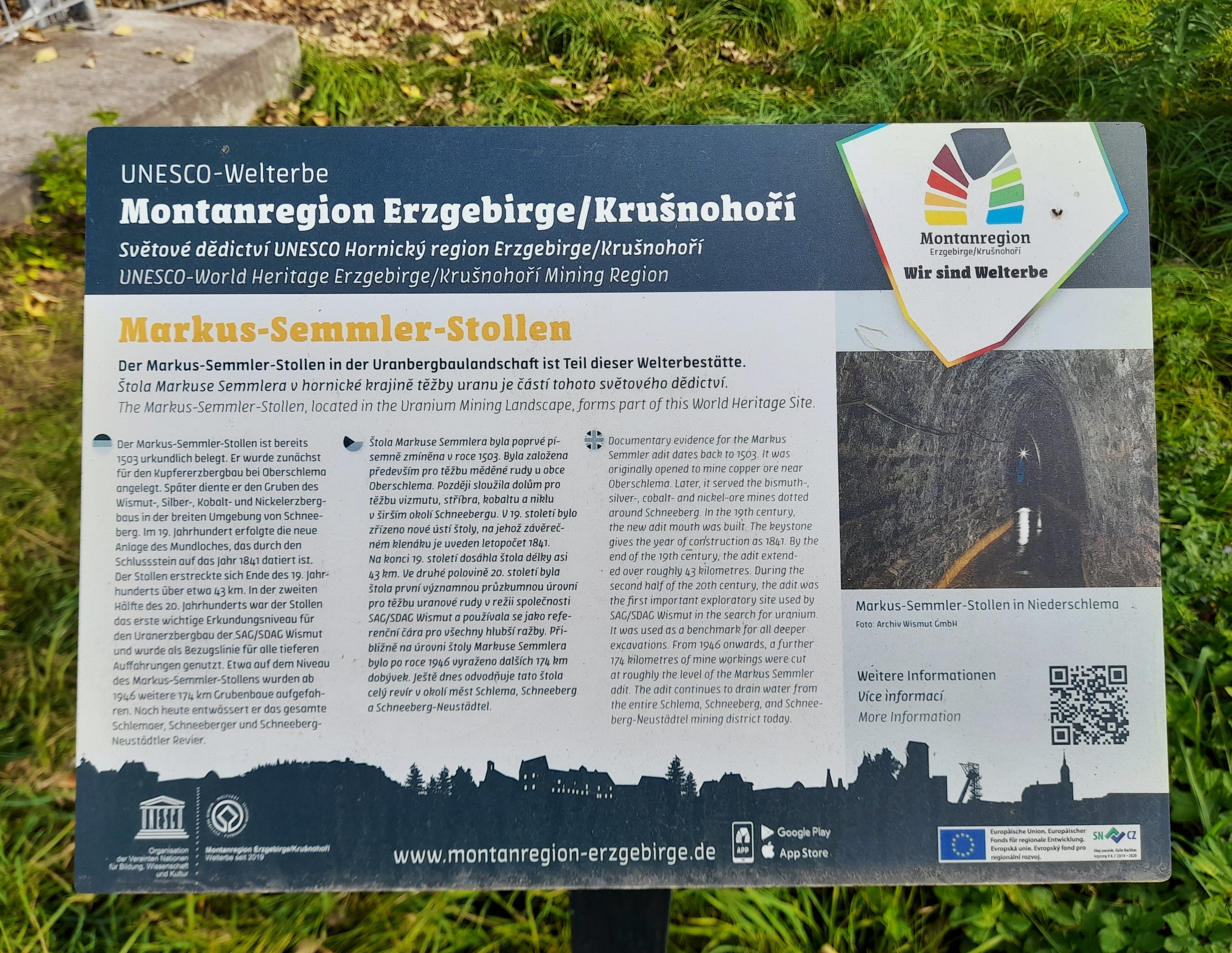
UNESCO-Infotafel Markus-Semmler-Stolln am Mundloch in Niederschlema

Im Zuge der aus der Produktion heraus beginnenden Sanierung erkannte man sehr schnell, dass der Marx-Semler-Stolln dabei eine Schlüsselrolle spielen würde.
Durch die saugende Bewetterung der Gruben des Objektes 09 sorgte der dabei im Marx-Semler-Stolln entstehende Unterdruck für niedrigere Radonwerte in Schlema. Um diese auch in Zukunft zu garantieren und die geregelte Ableitung der aufsteigenden Grubenwässer zu ermöglichen, war eine Sanierung des Marx-Semler-Stollns unausweichlich. Wie schon 1946 gab es – außer dem 1980 als Ersatz zu dem verbrochenen Schacht 15bis geteuften Schacht 15IIbis in Oberschlema und den Lichtlöchern 2 und 9 in Niederschlema – keine fahrbaren Zugänge zum Stolln. Nach einer ersten Befahrung im Herbst 1989 begann im Frühjahr die Rekonstruktion des Marx-Semler-Stollns zwischen dem Mundloch und dem 2. Lichtloch. Nachfolgend wurde die Sanierung des Abschnittes zwischen dem 2. und dem 9. Lichtloch fortgeführt und wurden beide Lichtlöcher ausgebaut. In der Sohle des Stollns wurden zur Förderung Schienen (Spurweite 300 mm) verlegt. Um auch die Wasserwegsamkeit wieder zu gewährleisten, musste der Stolln auch im Deformationsgebiet wiederhergestellt werden. Im Zuge der fortschreitenden Sanierung wurden im Bereich der Lichtlöcher 12 und 14 bereits bestehende alte Überhauen der Wismut als Lichtlöcher 12a und 14a ausgebaut. Bei einer Entfernung von 2500 m vom Mundloch aus erreichten Ende 1995 die Aufwältigungsarbeiten den Bereich des Schachtes 6c.
Ausgehend von den Lichtlöchern 2 und 9, neu geteuften Untersuchungsgesenken, dem Schacht 15IIbis und dem 1992 wieder aufgewältigten Schacht 12, begann eine großräumige Sanierung der Marx-Semler-Stollnsohle. Neben der Aufwältigung verbrochener Strecken wurden auch neue Strecken aufgefahren, um neben verschiedenen Sicherungsarbeiten auch 14 Schächte auf der Marx-Semler-Stollnsohle mit Betonplomben verwahren zu können.
Bereits 1991 entstand durch den damaligen Schlemaer Bürgermeister Konrad Barth die Idee, den untergegangenen Kurort Schlema in Form eines Radiumbades wieder zum Leben zu erwecken. Im Angesicht der Hinterlassenschaften der SDAG Wismut im Schlematal war dieses Ansinnen für viele eine Utopie. Erst mit der beginnenden Sanierung des Marx-Semler-Stollns und der damit hergestellten Standsicherheit des Gebirges wurde es möglich, diese Vision in die Tat umzusetzen.
Am 24. April 1990 wurde in Schlema der „Verein zur Wiedereröffnung eines Kur- und Heilbades“ gegründet. Das Auffinden von radonhaltigen Wässern durch die Wismut GmbH und der Erfolg von Doppelblindstudien zur Heilwirkung dieser Wässer (durchgeführt durch den Münchner Professor Helmut G. Pratzel in der ehemaligen Wismutpoliklinik in Schlema) führten am 6. November 1992 zur Gründung der „Kur- und Heilbad GmbH“. Aus rechtlichen Gründen wurde im Mai 1993 der Name in „Kurgesellschaft mbH“ geändert. Am 20. September 1996 wurde der Grundstein für das neue Kurmittelhaus am Standort des 1952 abgerissenen alten Kurbades gelegt. Die Einweihung erfolgte zwei Jahre später am 25. Oktober 1998.
Im Jahr 1992 ging das Wasserwerk Beustschacht und 1996 das Wasserwerk Gleesberg außer Betrieb. Beide Wasserwerke entnahmen das Rohwasser aus dem 10 Mio. m³ umfassenden Wasserreservoir, das hinter dem Dammtor bis zum Niveau des Fürstenstollns angestaut war. Das Wasserwerk Beustschacht verarbeitete 1985 täglich 2750 m³, das Wasserwerk Gleesberg 8400 m³ Wasser.
Die zusätzlich anfallenden Wassermengen wurden über die Pumpstation am Schacht 15IIbis auf das Niveau des Marx-Semler-Stollns gehoben und von dort in den Schlemabach abgeleitet. Damit erhielt die Herstellung der natürlichen Wasserableitung des Marx-Semler-Stollns eine neue Priorität.
Da die aus der Lagerstätte Schlema Alberoda austretenden Grubenwässer eine hohe Belastung durch Uran, Radium, Arsen, Eisen und Mangan aufweisen, ist ihre Behandlung in einer speziellen Wasserbehandlungsanlage notwendig. Die erste Ausbaustufe der Anlage ging am 1. Januar 1998 mit einer Maximalleistung von 700 m³/h in Betrieb. Die Auslaufrösche der Anlage liegt am rechten Muldenufer zwischen dem Bahnhof Niederschlema und dem Schacht 371 bei 322,9 m ü. NN. Am 20. Februar 2001 wurde eine Erweiterung der Anlage in Betrieb genommen und die Leistung auf 1000 m³/h gesteigert. Voraussichtlich für die nächsten 25 bis 30 Jahre müssen über diese Anlage etwa 7 Mio. m³/a schadstoffbelastete Grubenwässer gereinigt werden.
Am 3. Juli 1999 erfolgte die Eröffnung des Schachtes 15IIbis als Besucherbergwerk. Besucher können hier Grubenbaue auf der Marx-Semler-Stollnsohle bis zum Lichtloch 14a befahren. Das Lichtloch 14a hatte 1997 – ebenso wie die Lichtlöcher 9 und 12a in den Jahren 1994/95 – eine neue Kaue erhalten. Am 23. Oktober 2004 erfolgte die amtliche Anerkennung von Schlema als Radonbad, am 18. Januar 2005 verlieh die sächsische Staatsregierung dem Kurort Schlema das Prädikat eines Bades.
Um die Wasserbehandlungsanlage nicht mit zusätzlich zudringenden Wässern zu belasten, wurde weiter an der Herstellung der Wasserwegsamkeit des Marx-Semler-Stollns gearbeitet. Aus Angst vor einer erneuten Senkungsbewegung durch die Flutung des Reviers wurde der Stolln zwischen den Lichtlöchern 14 und 15 zur Weiterleitung der Grubenwässer mit einer großvolumigen Grubenwasserleitung ausgestattet. Da etwa 1,5 Millionen m³ Grubenraum nicht geflutet werden können, besteht die Gefahr einer hohen Radonbelastung nicht nur unter Tage, sondern auch im übertägigen Bereich von Schlema und Schneeberg. Um die mögliche Belastung durch das radioaktive Edelgas auf Dauer zu senken, wird die Marx-Semler-Stollnsohle über den ausziehenden Wetterschacht 382 bewettert.
Da die Langzeitstandsicherheit des Marx-Semler-Stollns zwischen den Lichtlöchern 14 und 15 nicht garantiert werden kann, aber die Wasserableitung auch in Zukunft aufrechterhalten werden muss, entschied sich die Wismut GmbH in Zusammenarbeit mit dem Oberbergamt in Freiberg, einen Stollnumbruch aufzufahren. Dieser soll, beginnend am Lichtloch 14, das Deformationsgebiet in südlicher Richtung umfahren und im Bereich des König-David-Schachtes in die bereits vorhandene Umfahrung von 1822 eingebunden werden.
Am 7. April 2011 informierte die Freie Presse, dass der Gemeinderat von Schlema beschlossen hat, den Marx-Semler-Stolln mit auf die Objektliste für das Unesco-Welterbeprojekt „Montanregion Erzgebirge“ zu setzen.
In einer Pressemitteilung vom 28. Juli 2011 informierte die Wismut GmbH über den Baubeginn des Stollnumbruches. Die Arbeiten sollten im Jahr 2013 abgeschlossen werden.
Im Jahre 2012 wurden die Arbeiten im Südumbruch präzisiert. Der Nachriss des Querschlages beträgt demnach 76 m, und die Länge der Neuauffahrung wird 1079 m betragen. Bis Mitte März 2012 waren die 76 m Nachriss und etwa 270 m Neuauffahrung bewältigt.
Ende Juli 2013 wurde bei einer Auffahrungslänge von 556 m der an dieser Stelle 36 m mächtige und mit 55 bis 60° nach NO einfallende Rote Kamm erreicht. Er stellte sich bis 585 m als ein System von Quarzgängen mit eingelagerten Schieferbruchstücken dar. Bis 592 wurde der Schiefer durch eingelagerten Granit abgelöst. Nach der Durchörterung des Roten Kammes wird der weitere Vortrieb im hier anstehenden Gleesberg-Granit fortgeführt.
Am 8. Dezember 2014 kam es nach 1155 m Auffahrung zum Durchschlag in den Marx-Semler-Stolln. Um eine langzeitsichere Befahrbarkeit und Bewetterung des Südumbruchs zu gewährleisten und gleichzeitig einen Fluchtweg zu schaffen, wird an der Durchschlagsstelle das Lichtloch 16a geteuft.
Seit 2019 gehört der Markus-Semmler-Stolln zur Bergbaulandschaft Uranerzbergbau der UNESCO-Welterbe-Region Montanregion Erzgebirge/Krušnohoří.